# 浄ノ池特有魚類生息地

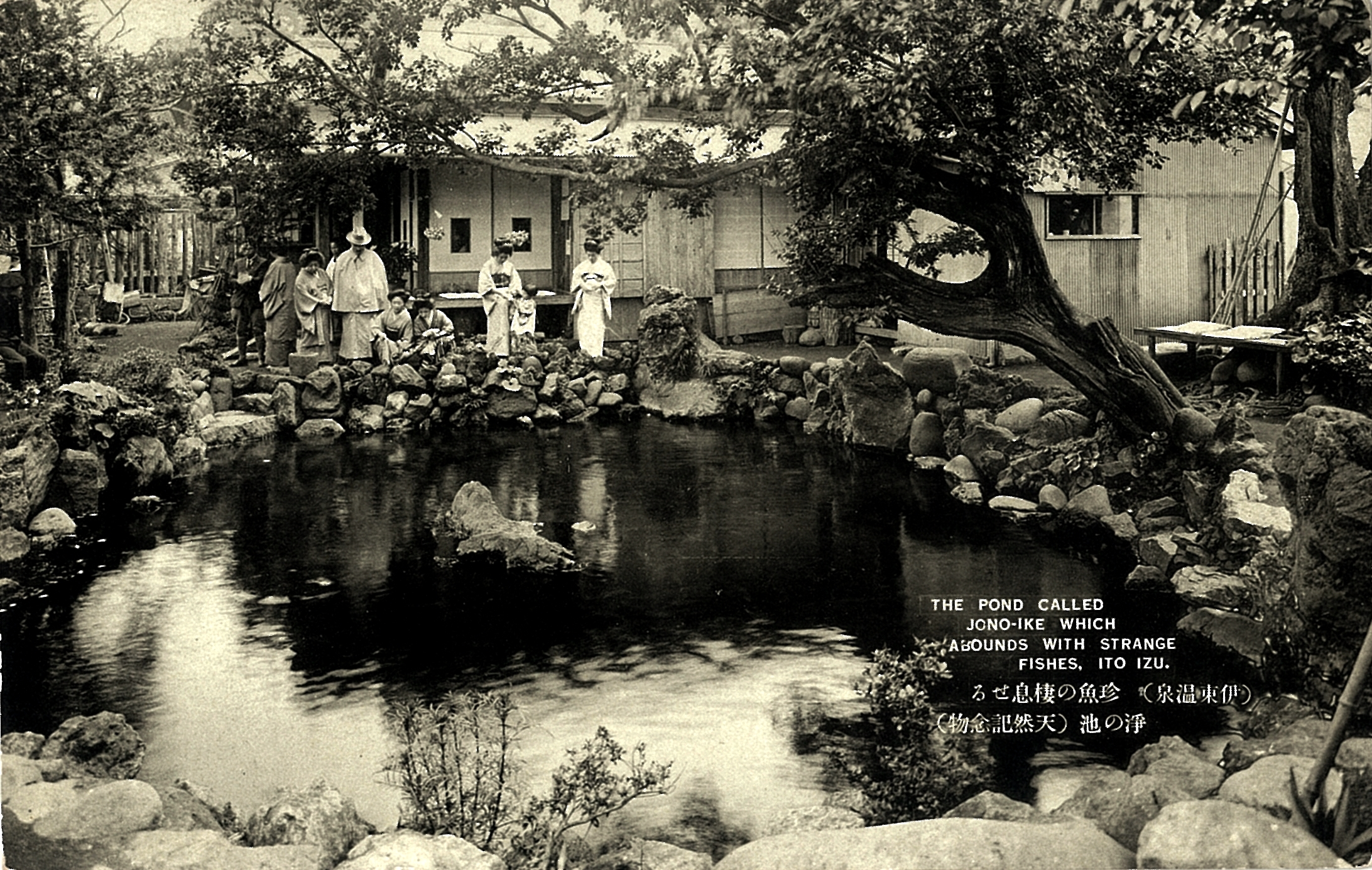
浄の池全景。大正後期に撮影された絵葉書。人物と比較すると非常に小さな池であったことがわかる。

浄ノ池特有魚類生息地（じょうのいけとくゆうぎょるいせいそくち）とは、静岡県伊東市和田1丁目にかつて存在した、国の天然記念物に指定されていた小さな池である。
水面面積わずか15坪のこの池は、池底より温泉が常に湧出していたため、水温が年間を通じ約26 ℃から28 ℃の微温湯に保たれており、淡水であるにもかかわらず複数種の南方系海水魚・汽水魚が生息していたことから、特有の魚類生息地として1922年（大正11年）に国の天然記念物に指定された。しかし1958年（昭和33年）の狩野川台風の影響および温泉湧出の停止など、生息域環境の変化により特有の魚類は見られなくなり、1982年（昭和57年）に天然記念物の指定が解除された。
浄ノ池（以下、浄の池と記述する）は指定解除後に埋め立てられ池自体が消滅しており、2020年時点では、跡地に民間病院が建てられ、往時を偲ぶものは残されていない。しかし、かつて浄の池は家屋の密集する市街地に位置する交通の便の良い珍しい天然記念物であったことから、温泉都市伊東温泉における代表的な名所として大正期から昭和中期にかけ多くの観光客が訪れる場所であった。人々は池に閉じ込められた南海産の珍奇な魚類を眺め、天然のビオトープとも言える小さな水中の不思議な生物相に想いを巡らせた。

## 浄の池の歴史

### 浄円寺

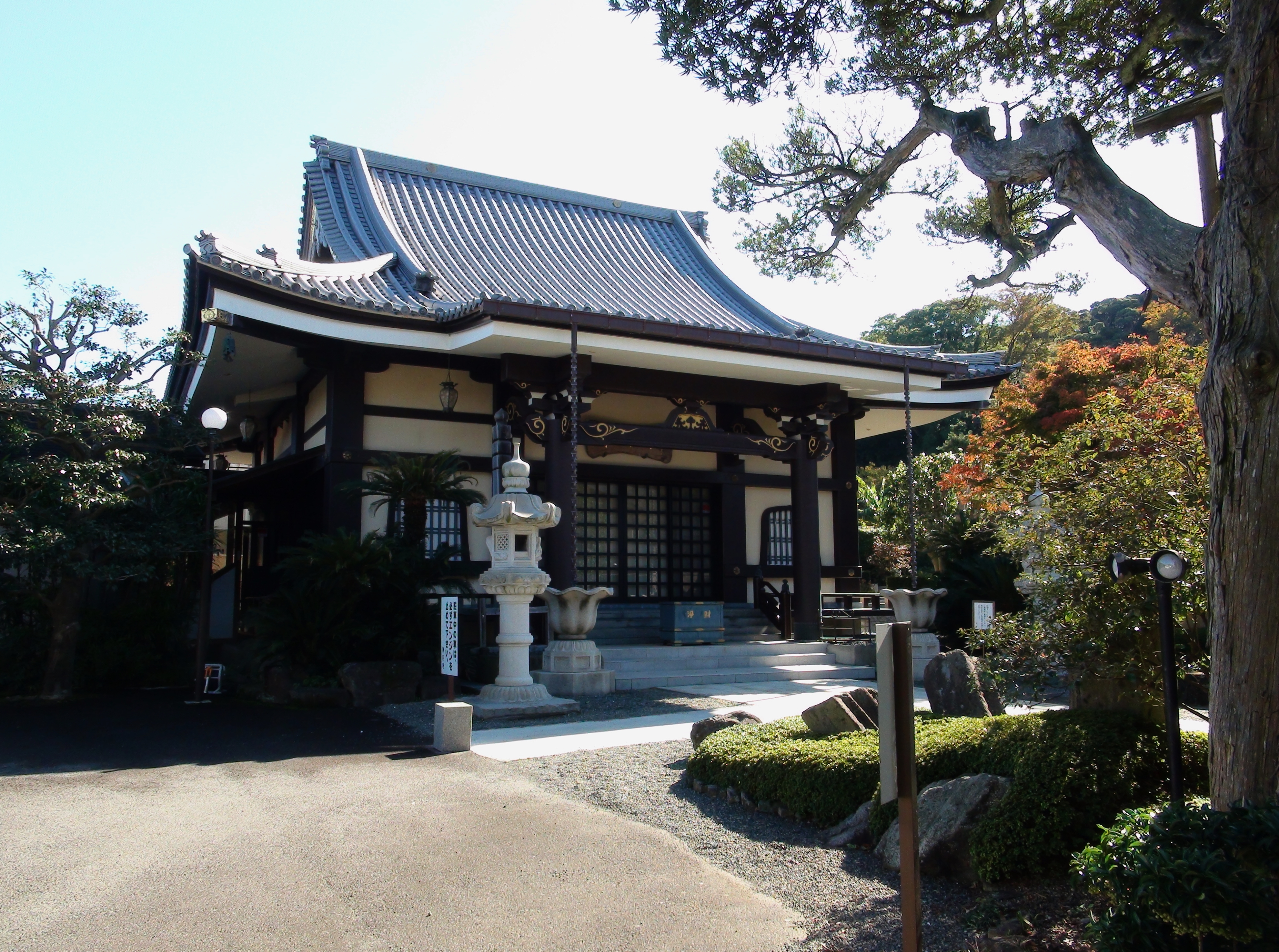
浄円寺本堂。2014年11月21日撮影。

浄の池（じょうのいけ）の所在地は、静岡県旧田方郡伊東町玖須美（くすみ）区井戸川466番地の3（現：伊東市和田1-4-20）、2019年現在の医療法人社団望洋会横山医院の建つ場所（北緯34度58分8.1秒 東経139度6分0.0秒）であり、今日の伊東駅、伊東市役所、伊東港の3点を囲んだ伊東市街地中央の住宅密集地に位置していた。
浄の池の所有者は、この池より東南東へ約300メートル (m) 離れた場所に所在する浄土宗寺院浄円寺（旧字表記は淨圓寺。伊東町玖須美区179、現：伊東市和田2-3-1・北緯34度58分6.0秒 東経139度6分8.4秒）であり、浄の池は同寺院の所有地であった。浄円寺は古くは伊豆半島中央部の賀茂郡冷川村（現：伊豆市東部）にあり、天正年間に伊豆東岸の岡村（現：伊東市内の岡地区）へ移転された。しかし当地が狭隘であったことから寛永元年に再度、岡村より海寄りの和田村へ移転し、和田村の多くの土地を寺領とした。
この和田村が浄の池の所在していた現：伊東市和田地区であるが、この付近一帯は当時、田畑もない荒れ果てた土地であった。そこに自然の池、もしくは微温湯の湧出する水溜りがあったのかは不明であり、浄の池の成因由来についてははっきりしていない。
以下に示す文書は、浄の池一帯の土地にまつわる浄円寺に残されている古文書の文面である。

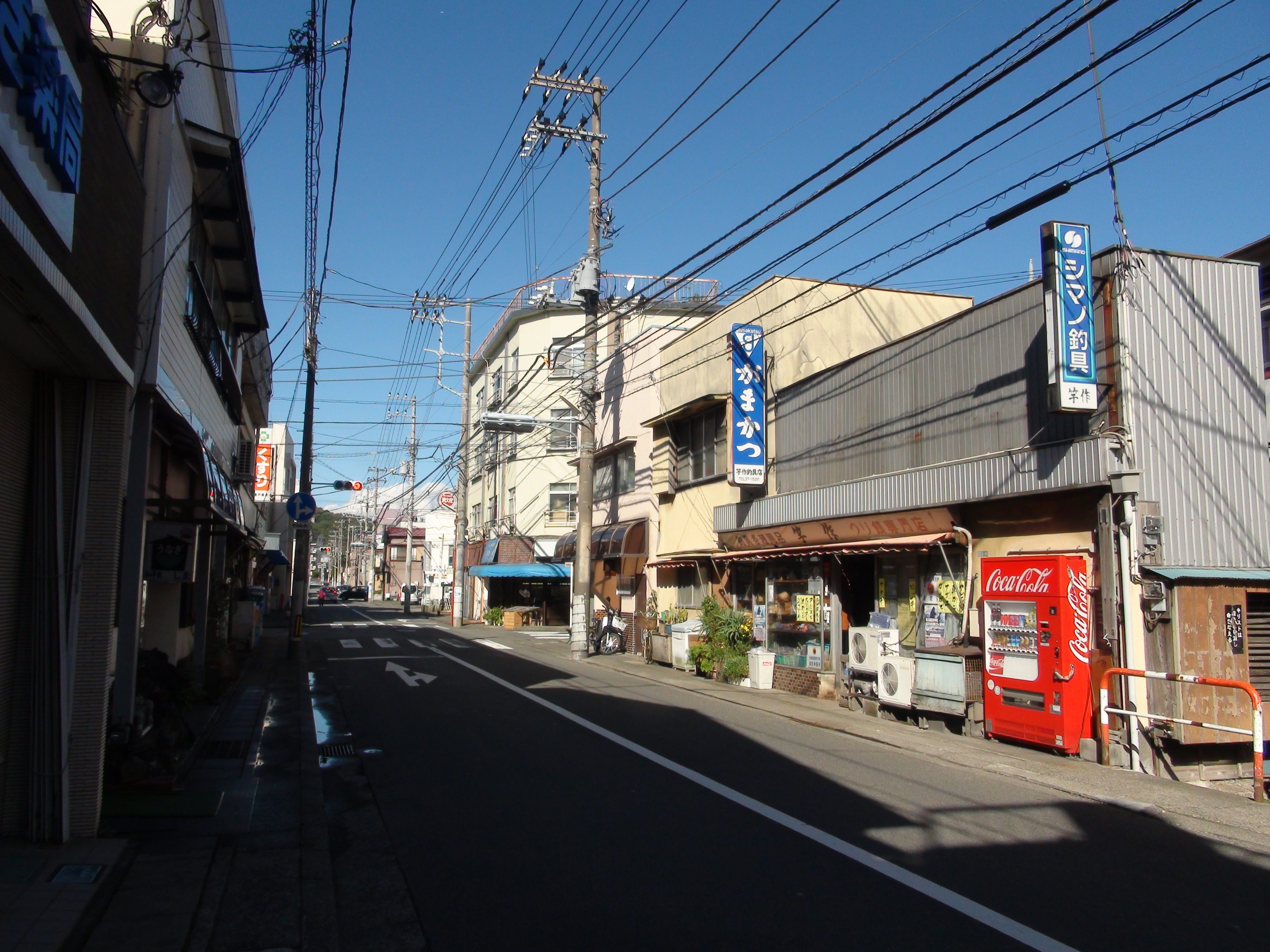
浄の池のあった場所（現：横山医院前）から北方向を撮影。浄の池はこのような家屋が密集する街角に所在していた。

古文書の内容は、浄円寺が和田地区への移転を希望する旨の願い出に対する、三島代官・駿府町奉行の井出志摩守（井出正次）側からの許可返答である。また花押にある金吾惣左衛門とは、井出正次の家臣である。このような経緯により、浄の池周辺の和田地区一帯は17世紀前半に浄円寺の寺領となり、当地に寺院が移転造営された。
しかし元禄16年11月23日（1703年12月31日）に発生した元禄関東地震の海嘯（津波）により、庫裏以外の堂宇を流失してしまったため、八世観誉によって少し山側へ寺院が再建された。これが今日の浄円寺の位置である。流失した堂宇のあった境内一帯は、その後幕末の頃まで荒れるがままに放置されていたという。幕末頃より当地周辺に民家が建ち始め、荒れ果てた旧浄円寺の境内にあった池は誰ともなくこの頃より浄の池と呼ばれるようになった。
浄の池の名称の由来はこのように「浄円寺の池」の意味である。だが、前述の経緯により池の所在地（旧境内域）と再建された寺院の境内は直接隣接しておらず、かつ両者の間は明治期以降急速に家屋が立ち並び住宅密集地となったため、一見しただけでは当寺院と当池との関連性は分かり難いものであった。

### 浄の池の異魚毒魚

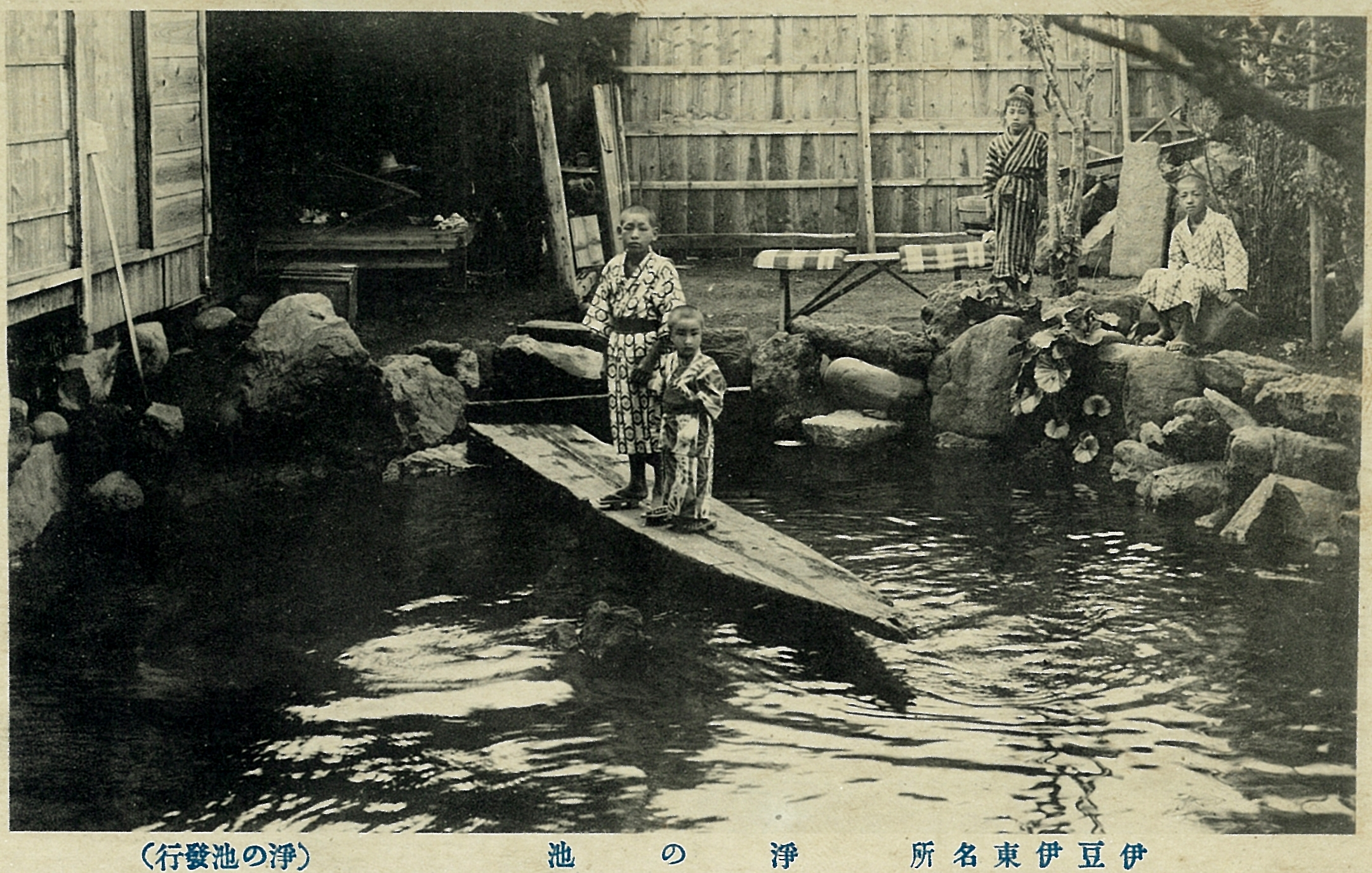
天然記念物に指定される以前、大正初期頃の浄の池。子供が乗る桟橋のようなものは、池の中を見るために設けられていた。

浄の池に珍しい魚が棲んでいる、海の魚が池に棲んでいるという話は、幕末から明治の初期頃にかけ伊東周辺の人々に知られるようになり、特に蛇鰻（じゃうなぎ）、毒魚（どくぎょ）と呼ばれていた珍しい魚が居る池として珍重された。この2種以外にも当時の伊東周辺ではあまり見られない複数種の魚が棲みついており、人々はこれらの魚をまとめて異魚（いぎょ）と呼んでいた。これらの異魚がどのような経緯で、いつから浄の池に生息するようになったのかはまったく不明である。
風説として、江戸期に鎖国の禁を破り、伊豆各地の金山で産出した金を密かに外国に持ち出す等、南洋地方とも盛んに交易していた関係で、その地に産する異魚を誰かが持ち帰り、この池に移したという話もあるが、文献も資料も無く真偽の程は不明である。
また、小説の一節ではあるが、村松梢風が1953年（昭和28年）に発表した長編小説 『東海美女伝』の中には、大久保長安が海賊船の「お万」と取引した際に、「お万」は南方で捕らえてきた熱帯魚を大久保長安に贈り、「浄の池」という名の池にこの魚を放すという一節がある。だが、村松梢風が何を題材にこのエピソードを創作したのかは定かでない。
浄の池に関係する最も古い記録が見られる史料文献は、寛政12年（1800年）に刊行された地誌『豆州志稿』である。豆州志稿は伊豆半島一帯の地理を総体的にまとめた江戸後期の地誌であり、山岳、河川、湖沼等毎に分類して記載されている。その文中の「池溏部」には浄の池という名称の記載はないものの、「川渓部」に唐人川（とうじんがわ）として次の記述がある。

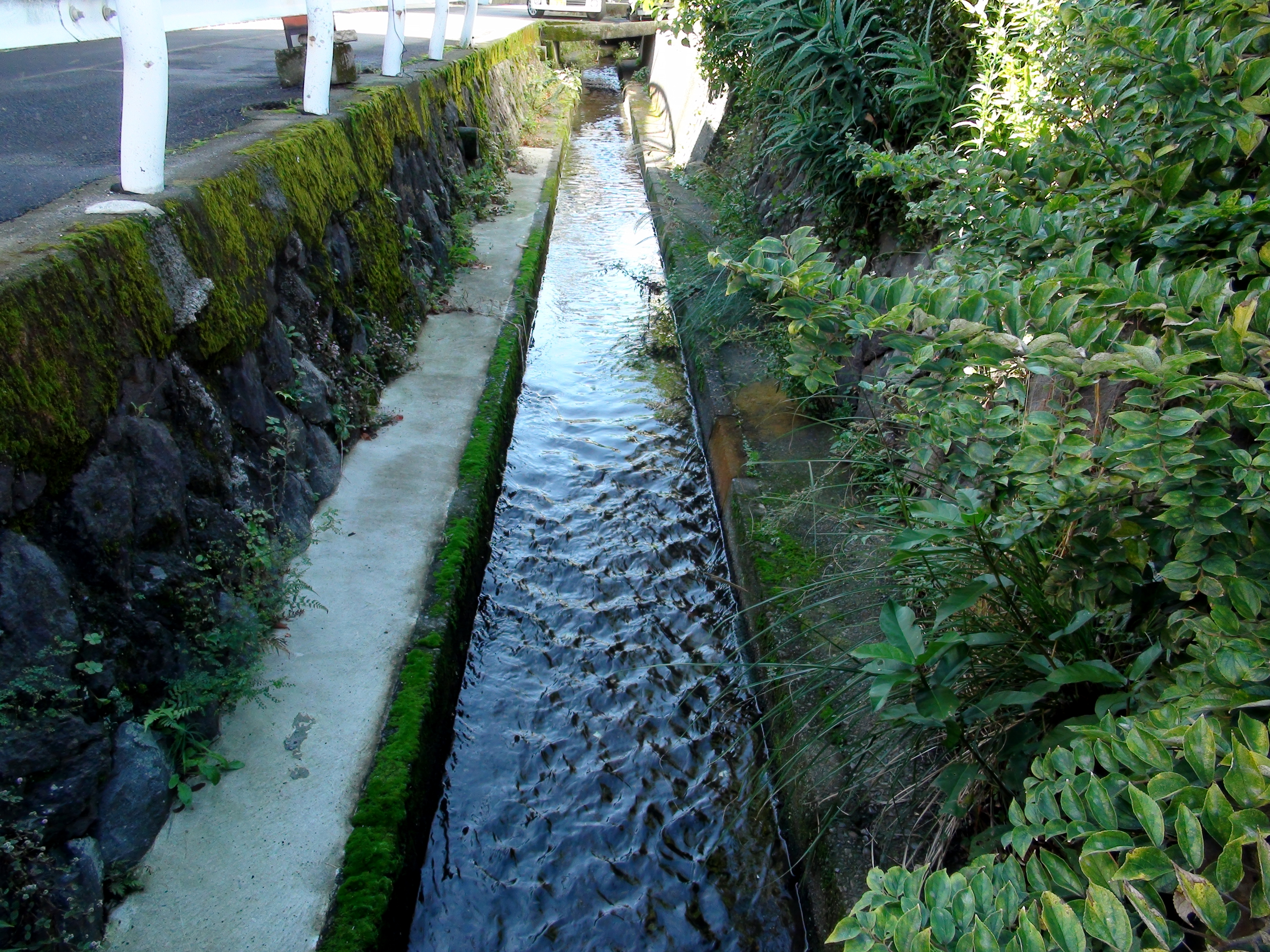
2014年の唐人川の一部。旧浄の池より300 mほど下流の様子。かつて異魚はこの小さな流れを泳いで、海（相模灘）と浄の池との間を移動した。

唐人川とは浄の池の水が流出入していた極めて小規模な河川であり、2020年現在も当池からおよそ1キロメートル下流の伊東大川（通称：松川）河口付近で合流（北緯34度58分18.4秒 東経139度6分2.5秒）し、相模灘（伊東港）に注いでいる。
豆州志稿の記述にあるように、唐人川の上流部にあたる浄の池には、この頃（1800年頃）すでに異魚が生息していたものと考えられている。
この唐人川の名前の由来については諸説あり、はっきりとはしていない。江戸期の和田村の商家である、幸手屋（さったや）の第7代当主浜野建雄は、江戸時代後期に著した地誌『伊東誌』の中で、此川を唐人川という事いかなる故にや知がたれどと断った上で、里人が伝えて言うのには、むかし異国の船がこの浜に漂着して、いろいろな異魚を放したから唐人川の名が出たとのこと。しかし、里人の言う異国船漂着の説は、どうも受入がたい。異魚を産するから、唐人川の名がでたのではないかという見解を示している。いずれにしても江戸後期から末期の頃には、唐人川（上流部の浄の池を含む）には見慣れない魚が棲んでいたことは間違いがない。
異魚と呼ばれた複数魚類の具体的な魚種が確認出来るのは明治期に入ってからのことである。浄の池は明治30年代（1900年頃）以前には、当地（玖須美）在住の山田藤右衛門という人物が、使用目的等の詳しい経緯は不明であるが浄円寺より浄の池を借用しており、山田家では浄の池に生息する異魚5種類の写生画を所蔵していることが、後述する内務省史蹟名勝天然紀念物調査会考査員、黒田長礼により大正10年（1921年）に確認されている。

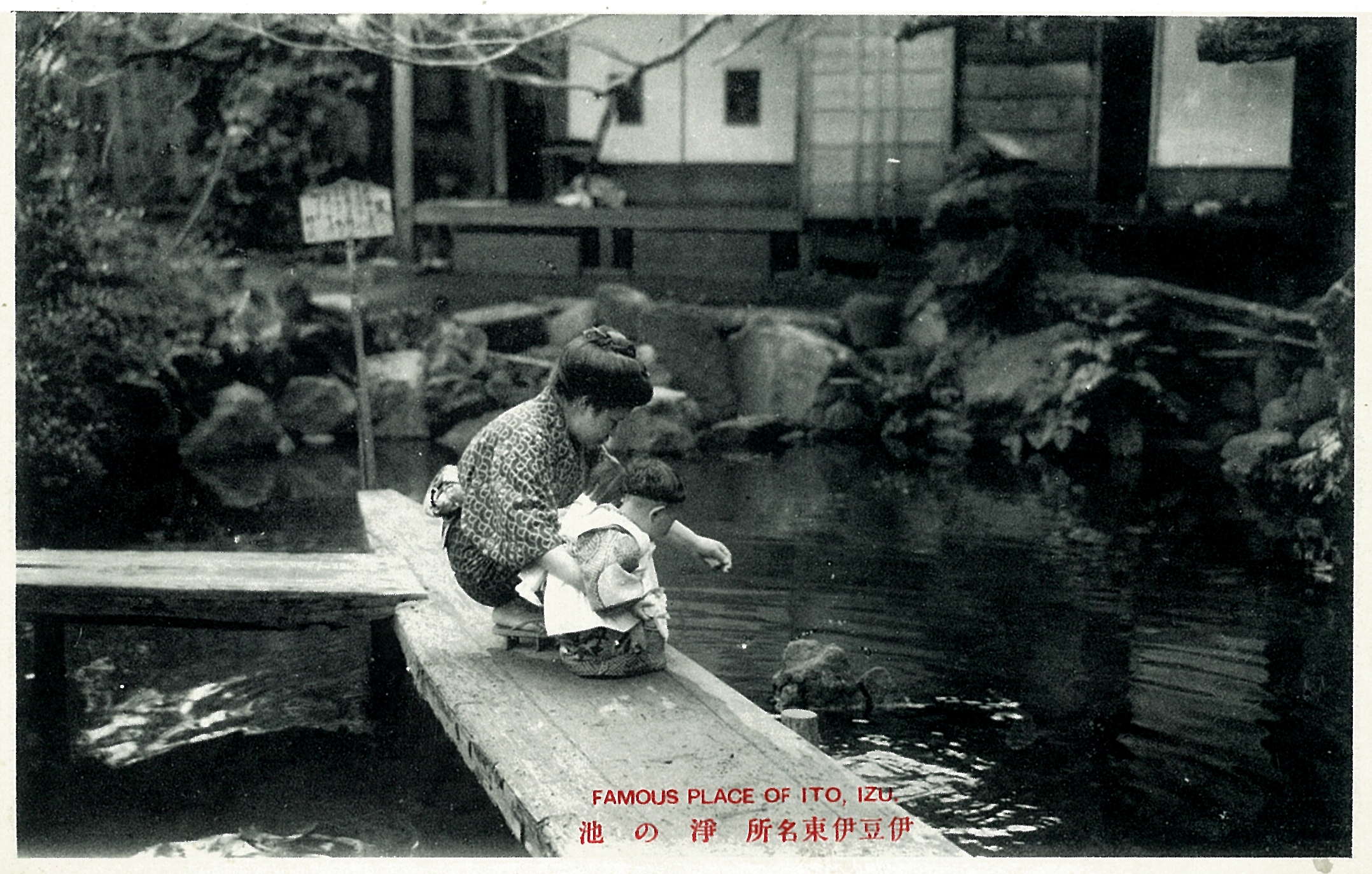
浄の池の異魚に餌を与える親子。大正初期頃の絵葉書。

これらの写生画がいつ誰によって描かれたものか明らかではない。しかし、山田家が所蔵していた写生画に描かれた異魚5種とは、当地伊東の方言名で次の5種の魚であった。
- 蛇鰻 （じゃうなぎ）
- 毒魚 （どくぎょ）
- 湯鯉 （ゆごい）
- 迅奈良 （じんなら）
- 横縞 （よこしま）

明治の初め頃には、長さ6 - 7尺、胴回り2尺ほどの蛇鰻20尾余りが、のろのろと遊泳し、毒魚も大小30尾くらい生息していたとの古老の話があり、また、毒魚は餌を食べる時に全身が赤色になり、迅奈良は背びれにある棘を使って他の魚を刺し殺し、投網などで捕獲し水中から出すと異様な鳴き声を発したなどの話が喧伝されていた。
明治後期から大正の初期頃になると、浄の池近隣の温泉宿に逗留する人々が浴衣姿下駄履きで見学に訪れるようになり、池の畔には茶屋が設けられ、各種異魚の写真や写生図（スケッチ）、池の全景写真などの絵葉書が茶屋によって作成され来訪者へ販売されるようになるなど、浄の池は温泉街の名所として多くの人々に知られるようになった。

## 黒田長礼による天然記念物調査報告

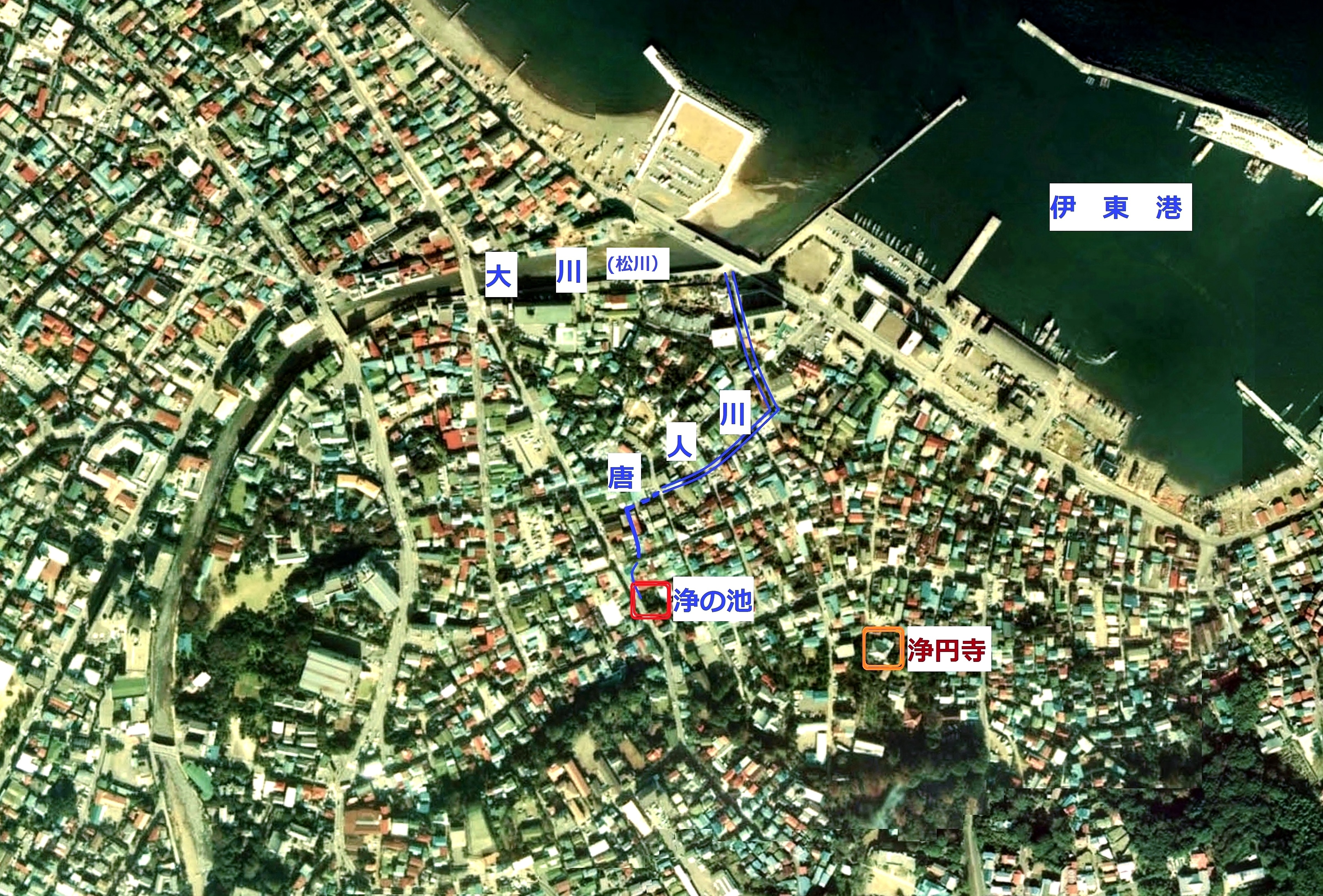
浄の池、浄円寺、唐人川の位置関係を示した伊東市中心部の空中写真。1976年撮影の2枚を合成作成。。

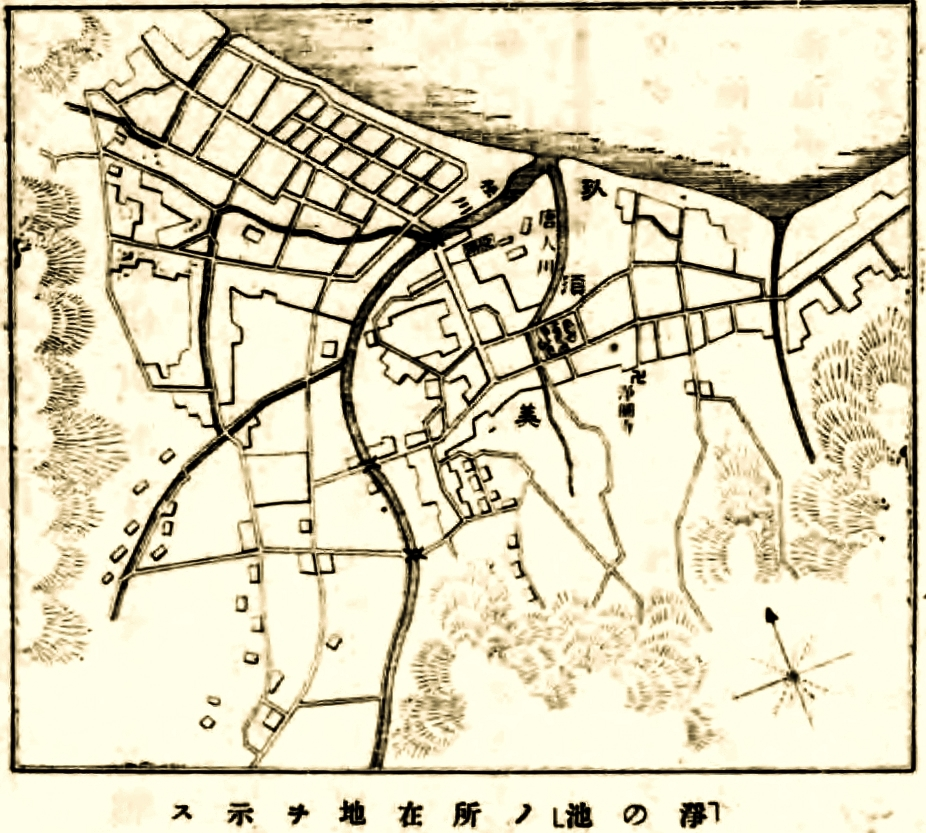
黒田の作成した『史蹟名勝天然紀念物調査報告』第26号「静岡県伊東町「浄の池」ノ魚類ニ関スルモノ」に添付された地図。

伊豆伊東に珍しい魚の棲む池があることが知られ始めると、これを学術的に調査し、価値のあるものならば天然記念物に指定し保護対象とするべきではないかと生物学者らが考え始めた。日本における天然記念物制度は1919年（大正8年）に制定された史蹟名勝天然紀念物保存法により発足し、日本各地に点在する生物、植物、地質鉱物などが調査され始めていた。指定制度発足当時の天然記念物を指定管理する省庁は内務省であり、内務省より依頼を受けた複数の学者が日本各地を巡り調査を行っていた。その一環として浄の池の異魚も調査が行われることとなった。調査が行われたのは指定制度発足からわずか2年後の1921年（大正10年）であり、調査時期の最も早い天然記念物指定候補対象のひとつであった。
天然記念物の候補として浄の池の調査を行ったのは鳥類学者で貴族院議員、侯爵でもあった黒田長礼（旧字表記は黑田長禮）である。鳥類学研究で知られる黒田は、魚類に関する研究論文も複数あり、特に駿河湾での魚類調査論文を多数発表している。また同時期には長崎県対馬における哺乳動物に関する天然記念物調査報告も黒田が担当し作成している。
黒田による浄の池異魚調査期間の正確な日時は明らかではないが、調査報告書の表紙に記された日付は1921年（大正10年）6月であり、報告書中にある水温試験の日付が3月27日であることから、同年上半期に調査が行われたものと考えられる。なお、当時の伊豆半島東岸は交通事情が悪く、小田原から熱海までの陸路交通機関は熱海鉄道による蒸気機関車牽引の軽便鉄道のみであり、熱海から南の伊東方面に鉄道は敷設されていなかった。黒田がどのような経路、手段によって伊東を訪れたのかは明らかでない。
内務省による史蹟名勝天然紀念物調査会考査員として伊東を訪れた黒田は、伊東町在住の次の5氏に協力を仰いでいる。
- 鈴木藤左衛門 - 伊東町町長
- 勝呂廣吉 - 伊東町小学校校長
- 稲葉廣一 - 伊東町書記
- 石黒學音 - 浄円寺住職
- 千葉殉事 - 浄の池に類似した生態系をもつ唐人川沿いの別候補の池の所有者

黒田は調査報告書の末尾で以上の5名に対し深謝の意を表している。
こうして作成された、『史蹟名勝天然紀念物調査報告』第26号「静岡県伊東町「浄の池」ノ魚類ニ関スルモノ」が準拠となり、浄の池は天然記念物に指定されることとなった。

### 浄の池の所在地
この池の所在地について、黒田の作成した調査報告書では、冒頭の「「淨の池」ノ所在地其他」で次のように説明されている。

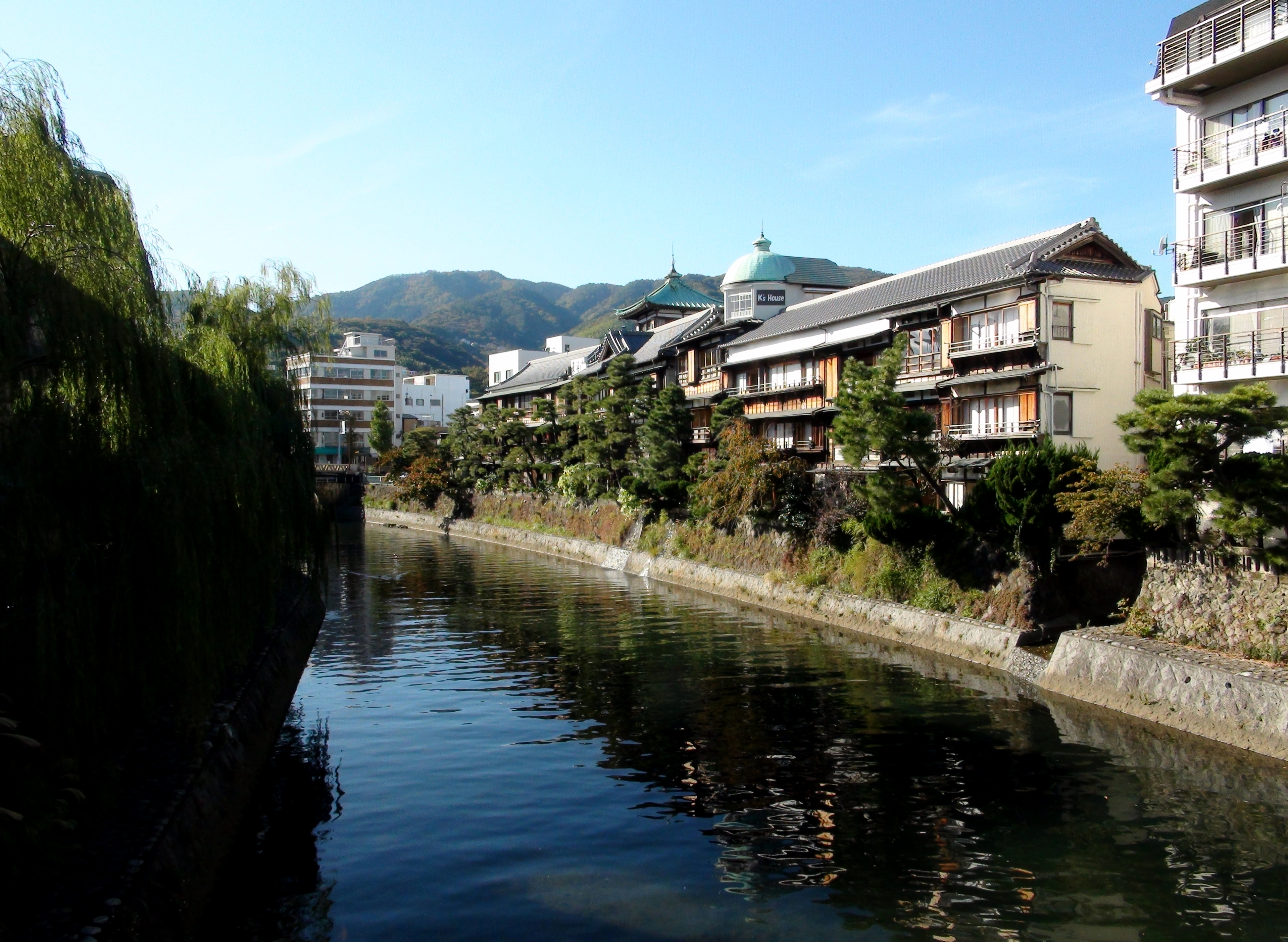
国道135号線の大川橋上から伊東大川（松川）上流方向を撮影。

文中にある玖須美ノ十字路とは、伊東最古の温泉である共同浴場和田湯（北緯34度58分7.9秒 東経139度5分55.0秒）前の十字路、2019年現在の国道135号（通称『銀座あんじん通り』）と市道（通称『玖須美温泉通り』）が交わる交差点であり、濱新道とは2020年現在の『玖須美温泉通り』の旧称である。
つまり玖須美の十字路を東方向へ2丁進んだ最初の交差点を右（南方向）へ曲がった付近の左側という意味で、今日の同地の道路経路、形状とほぼ一致している。
また、1936年（昭和11年）頃に浄の池（茶屋）が発行した『淨の池異魚繪葉書』に添付されていた解説書では次のように所在地が説明されている。

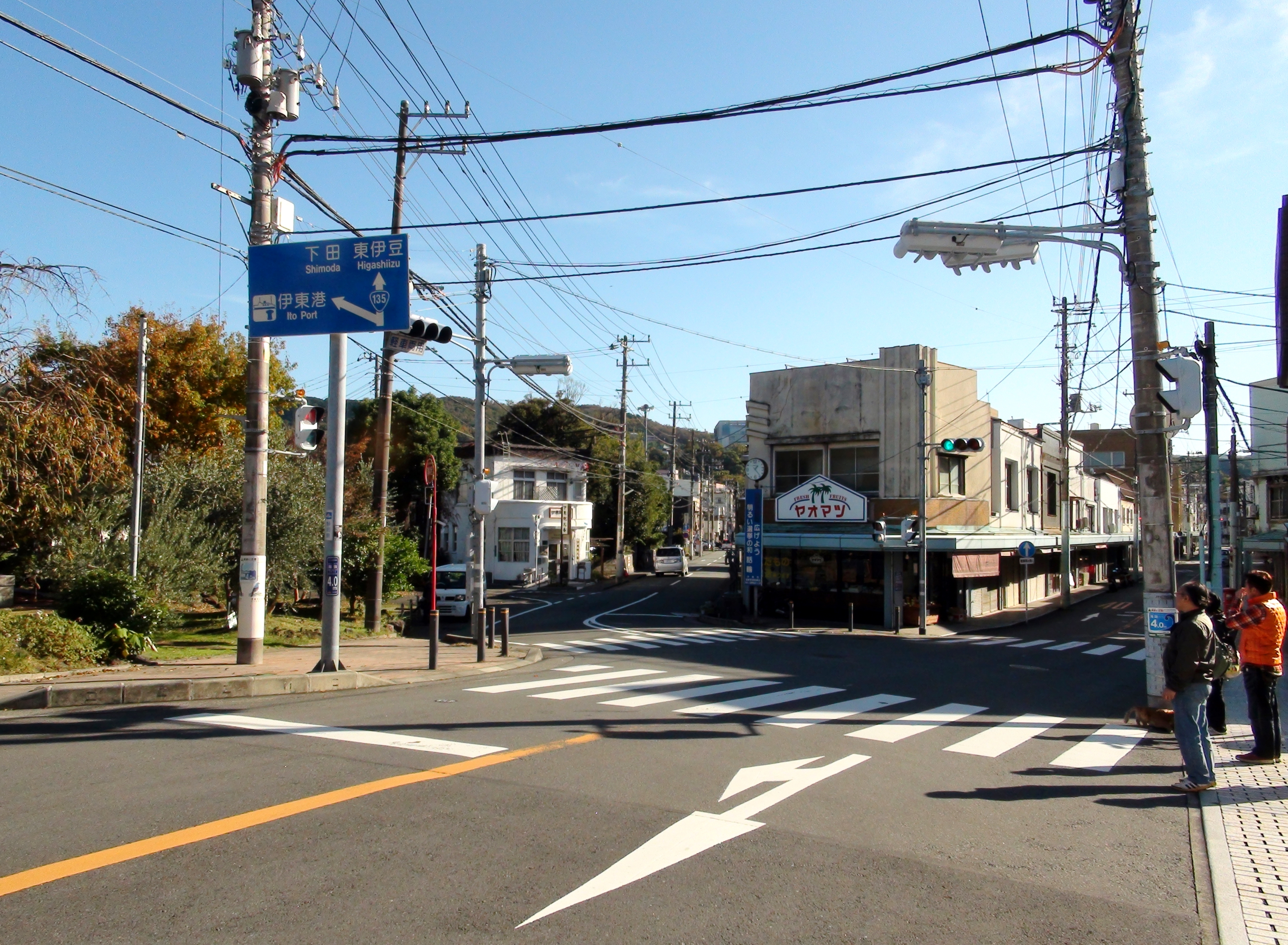
大川橋南詰め交差点より南方を撮影。2手に分岐する車道の右側が『銀座あんじん通り』、左側が『浄ノ池通り』。ここから浄ノ池通りを300 mほど進んだ左手に浄の池があった。

文中にある大川橋（北緯34度58分17.9秒 東経139度5分52.7秒）は、国道135号線の橋梁として今日も同じ橋名で同所にあり、三叉状の分岐とは大川橋南詰の信号機のある交差点（清水銀行伊東支店と、登録有形文化財旧伊東警察署松原交番（伊東観光番）に挟まれた交差点）のことである。
この三叉路から水道課を左手に見て進む中央の道路とは、2020年現在『浄ノ池通り』の愛称が付けられている伊東市街を南北方向に走る市道であり、続く記述で大左曲と表現された池の南側で左へクランク状に曲がる道路（現静岡県道110号伊東港線）の形状も含め、この絵葉書の解説書中にある内容は今日の道路経路や形状とほぼ一致しており、浄の池の所在した和田・竹の内（玖須美）地区は大正期から今日に至るまで、ほとんど変わらない古い街路形状を持つ伊東市街南東部の一角に位置している。

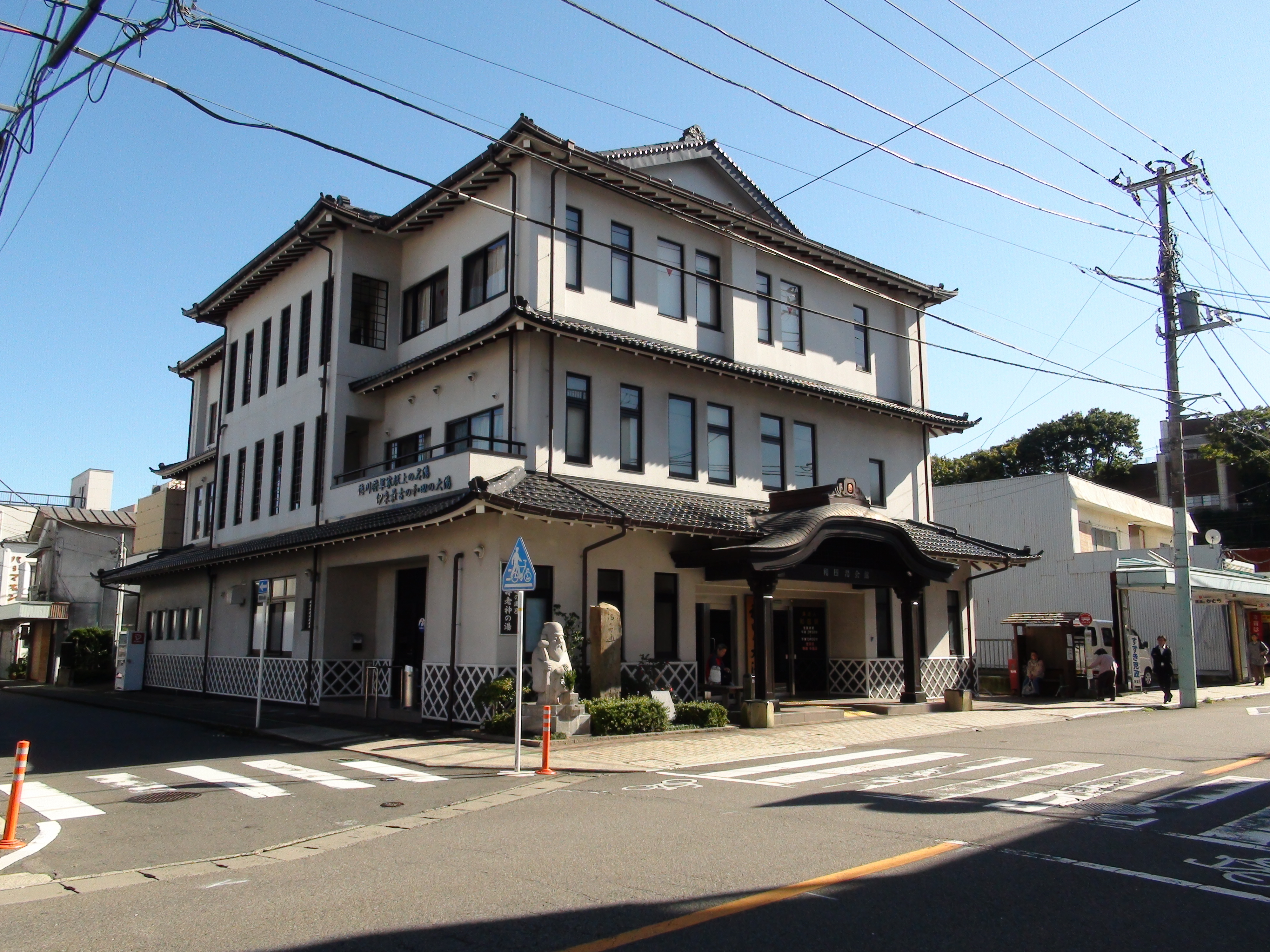
和田湯（現：和田湯会館-和田寿老人の湯）と玖須美十字路。

伊東温泉で最も古い歴史を持つ和田湯は、江戸時代にはお湯を江戸城へ献上し各大名も入浴に訪れたといい、和田村に隣接する海岸沿にあった新井村の貞享3年（1686年）に書かれた差出帳に、……和田村へ御湯治の御大名方へご馳走するときは……という記述があり、大名一行は近接する浄円寺を宿舎としていたとの記録が残されている。このように、和田湯と浄の池のある付近一帯は温泉地伊東の古くからの中心的地区のひとつであった。
和田湯は玖須美十字路と呼ばれていた交差点南東角に、共同浴場「和田湯会館 和田寿老人の湯」として存続し、今日も地域住民に親しまれている。

### 浄の池の概要
黒田が調査を行った1921年（大正10年）当時の浄の池は、水表面積わずか9坪という極めて小さな池であった。幕末から明治初期頃までは数倍ほど大きな池であったという。それが次第に埋め立てられ徐々に狭められ小さな池になり、池畔は多少手入れが加えられていた。つまり調査時には、池の周囲に岩石が並べ廻らされるなど、元々自然の池だった浄の池は、人手も加わった半人工的な池になっていたのである。池の水は隣接する唐人川と小孔（水門）を介して流出入していた。ただし、この唐人川は川とはいえ1間（約1.8 m）幅程度の小さな溝に過ぎず、池の水とは辛うじて繋がっている状態であった。池の水量はほぼ一定しており増減することは少なく、深さはおよそ2尺5寸（約75 cm）、池の底より微温湯が湧出しており、水面からは白い湯気が立ち昇っていた。また、朝から午前にかけた時間帯は池の水が澄んでいて、午後になると多少濁ることが常であったという。
水温および水質について黒田は伊東町の薬剤師徳永静馬に調査を依頼し、1921年3月27日に測定された。外気温のまだ低い3月下旬に水温が一定して26 ℃であり、池底より常に温泉が湧出していることが示された。徳永は水温以外にも、水質は中性であり、無色透明無味無臭である旨を報告している。
1921年（大正10年）の浄の池計測値
面積 - 9坪（約29.75 m2）
水深 - 2尺5寸（約75 cm）
水温 - 26 ℃

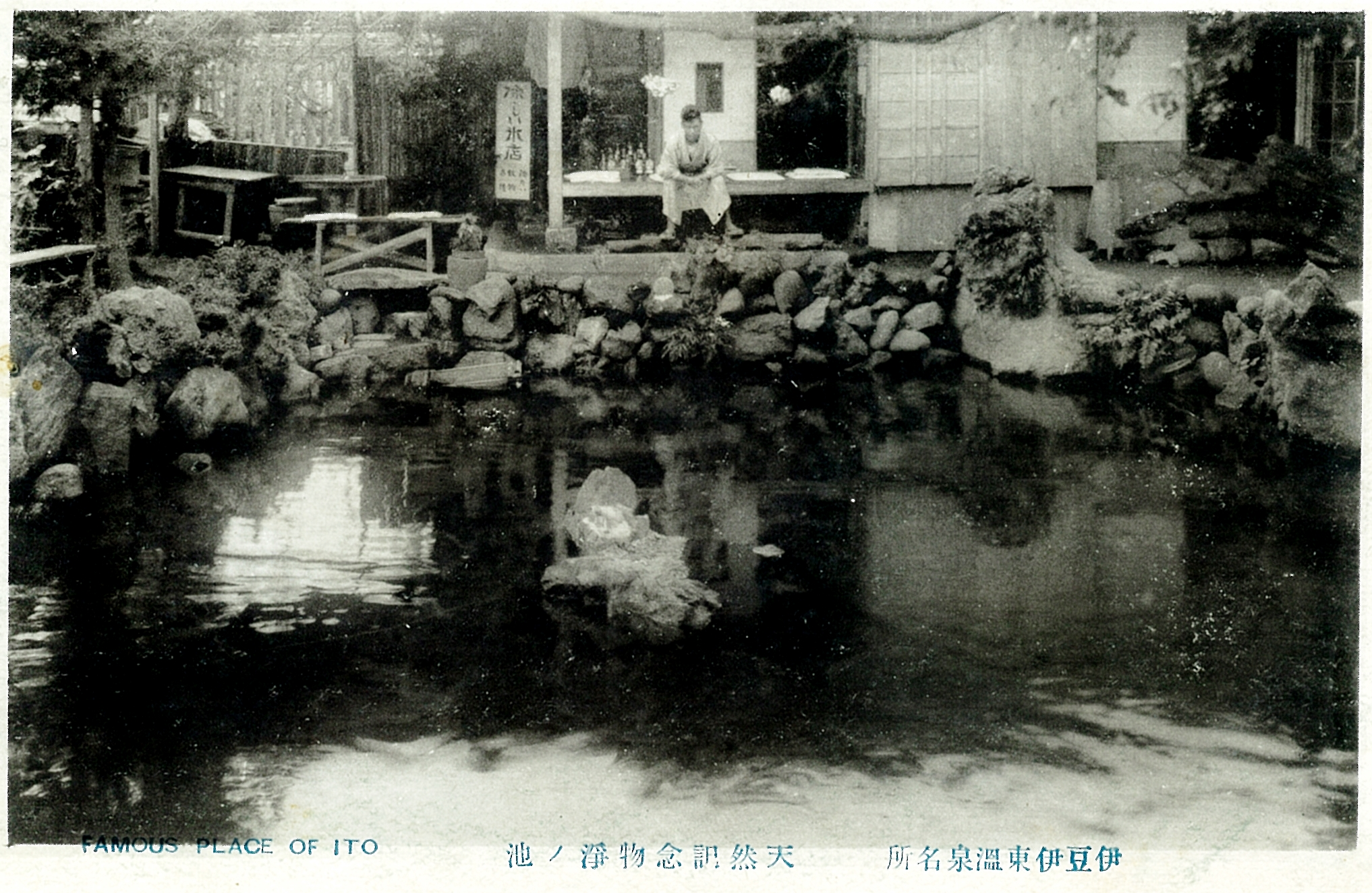
茶屋の縁側に男性が座り異魚を眺めている。

別時期に計測された値として約9年後の1930年（昭和5年）9月に測定されたデータがある。
1930年（昭和5年）の浄の池計測値
面積 - 15坪（約49.58 m2）
水深 - 記載なし
水温 - 26.1 ℃（4日間の平均値）
色 - 無色透明
臭味 - 無臭、微酸味
酸塩基性 - 中性
硬度 - 11.3（軟水）
蒸発残渣（蒸発残留物） - 38 mg/L
定性分析結果
陽イオン - ナトリウム、カルシウム、マグネシウム、カリウム
陰イオン - クロム、硫酸（痕跡）、珪酸（痕跡）
上記のデータは1930年（昭和5年）9月7日から10日の4日間にかけ、伊東町の薬剤師福本熊治により測定されたものである。池の面積が以前の9坪から15坪へと拡大しているのは、1923年（大正12年）の関東大震災により埋没等の被害を受けた池を、関係者の尽力により再度整備されたことによるものである。また、水温を26.6 ℃、約28 ℃とする資料も存在する。

### 浄の池の魚類

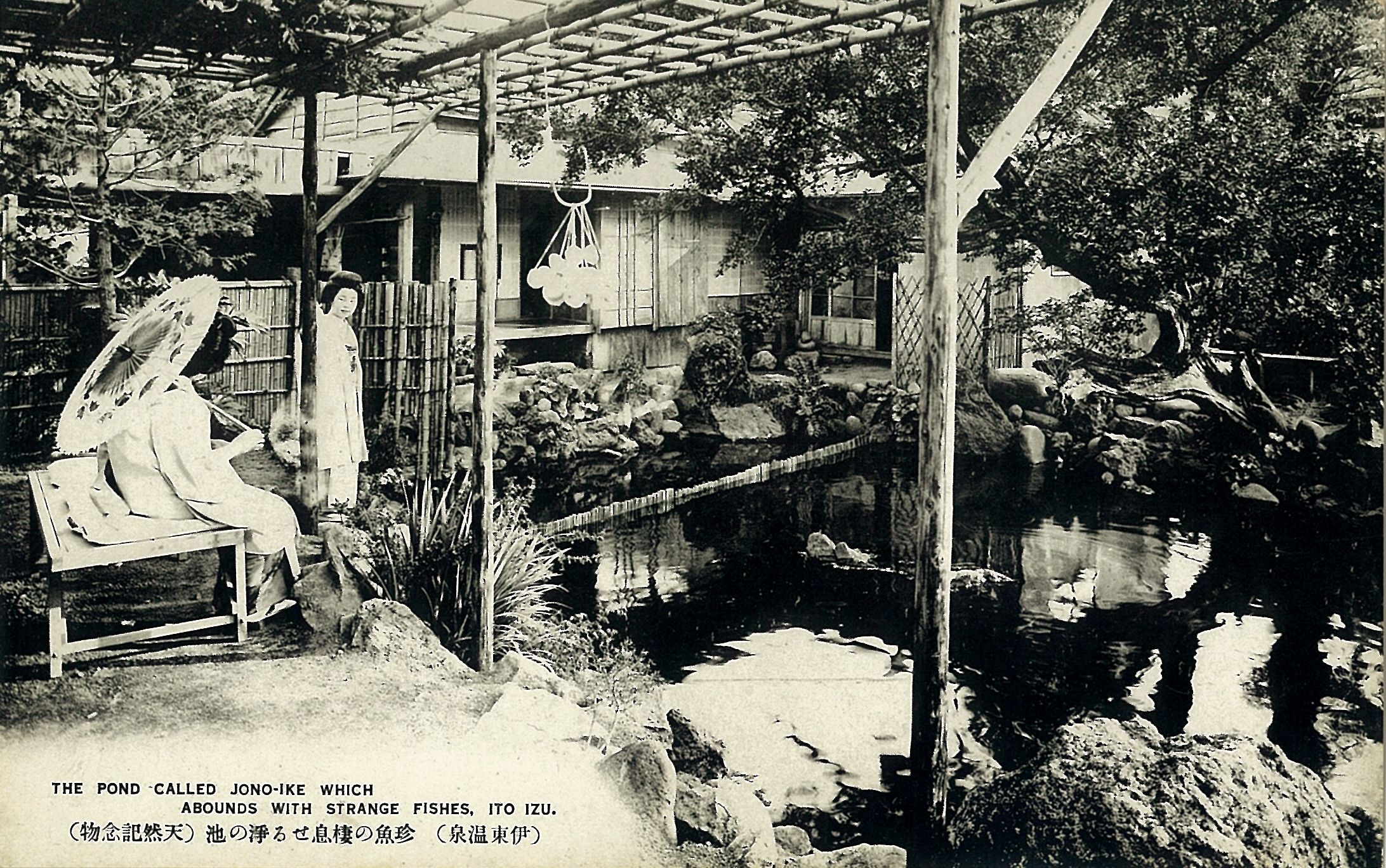
浄の池を見学する女性。昭和初期頃。

浄の池の異魚と呼ばれていた魚類は、オオウナギのように今日でも生息地が天然記念物に指定されているものもあれば、他所の海域や汽水域で普遍的に見られるものも含まれている。しかし通常は亜熱帯から熱帯を主な生息域とするこれら複数種の魚類個体群が、浄の池のような極めて狭い淡水域に生物群集を形成していたことは珍しいことであり、それに加え当池が個人所有地（浄円寺所有）でもあったことから今後の土地利用改変を抑止する意味も含め、調査を担当した黒田は天然記念物指定の必要性を報告書で述べている。
「浄の池の異魚」と呼ばれた5種の魚類について下記で解説する。ここでの記述は当時の生物学調査の研究史的な意味として捉え、1921年（大正10年）に作成された調査報告書を元に記述を行う。したがって今日の生物分類、魚類学観点とは異なるものも含まれている。各種毎冒頭に示した学名、和名、方言名は原文ママとし、本文中の読み仮名の一部は現代仮名遣いで表記した。
なお、異魚5種のモノクロ写生図（各2点）およびモノクロ写真（各1点）は、当時の浄の池（茶屋）が発行した絵葉書の画像である。

#### オオウナギ
- 報告書での学名 - Anguilla mauritiana
- 報告書での和名 - おほうなぎ
- 方言名 - 蛇鰻（じやうなぎ）

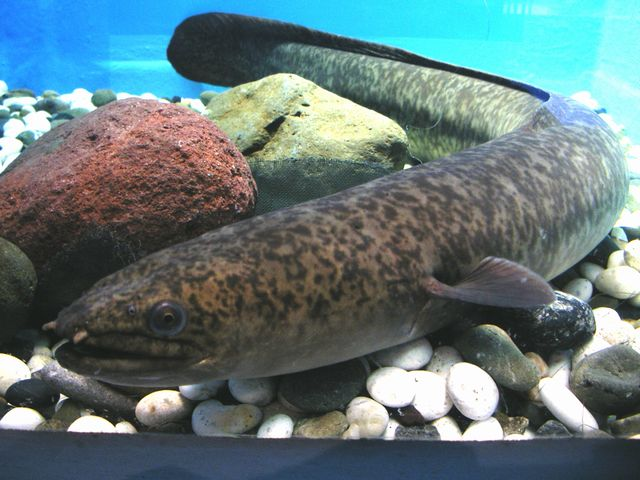
オオウナギ。長崎ペンギン水族館個体。

オオウナギはウナギ目ウナギ科ウナギ属に属する魚であり、学名はAnguilla marmorata、標準和名はオオウナギ（大鰻）である。熱帯性の魚類であり、日本国内では利根川河口以南（以西）の太平洋沿岸、長崎県以南の東シナ海沿岸を生息地とする。その数は少なく、国、県、市町村単位の天然記念物に指定された生息地が関東から九州地方にかけた各地に点在する。当地の方言名で蛇鰻と呼ばれたオオウナギは、黒田が調査を行った時点で浄の池には大小わずか2尾が生息するのみであった。大きい方は全長5尺5寸（約1.6 m）、重量は当時の伊東小学校が計測した値として5 - 6貫（約20 kg）であったという。小さい方は全長4尺（約1.2 m）。隣接する唐人川にも小型の個体が確認されている。浄の池ではかつて20尾ほど生息していたが徐々に数が減り、普段は水中の穴に潜り込み姿を見せることが少なく、人目にはあまりつかないようであった。黒田も調査3日目にしてようやく姿を観察することができたようで、余も3日目に始めて観察するを得たり體肥大なるを以て遊泳極めて悠然なりと報告書には記載されている。浄の池では餌として主にイワシ、マアジを時々与えていたという。また、明治から昭和初期にかけて水産学者の倉場富三郎（トーマス・アルバート・グラバー）が長崎近海の水産動物を編纂した図譜『グラバー図譜』のオオウナギの解説には、本種の生息北限地として韓国済州島と並び「浄の池」の名前が記載されている。
|  |  |  |

#### オキフエダイ
- 報告書での学名 - Lutjanus vaigiensis
- 報告書での和名 - おきふえだひ（沖笛鯛）
- 方言名 - 毒魚（どくぎよ）

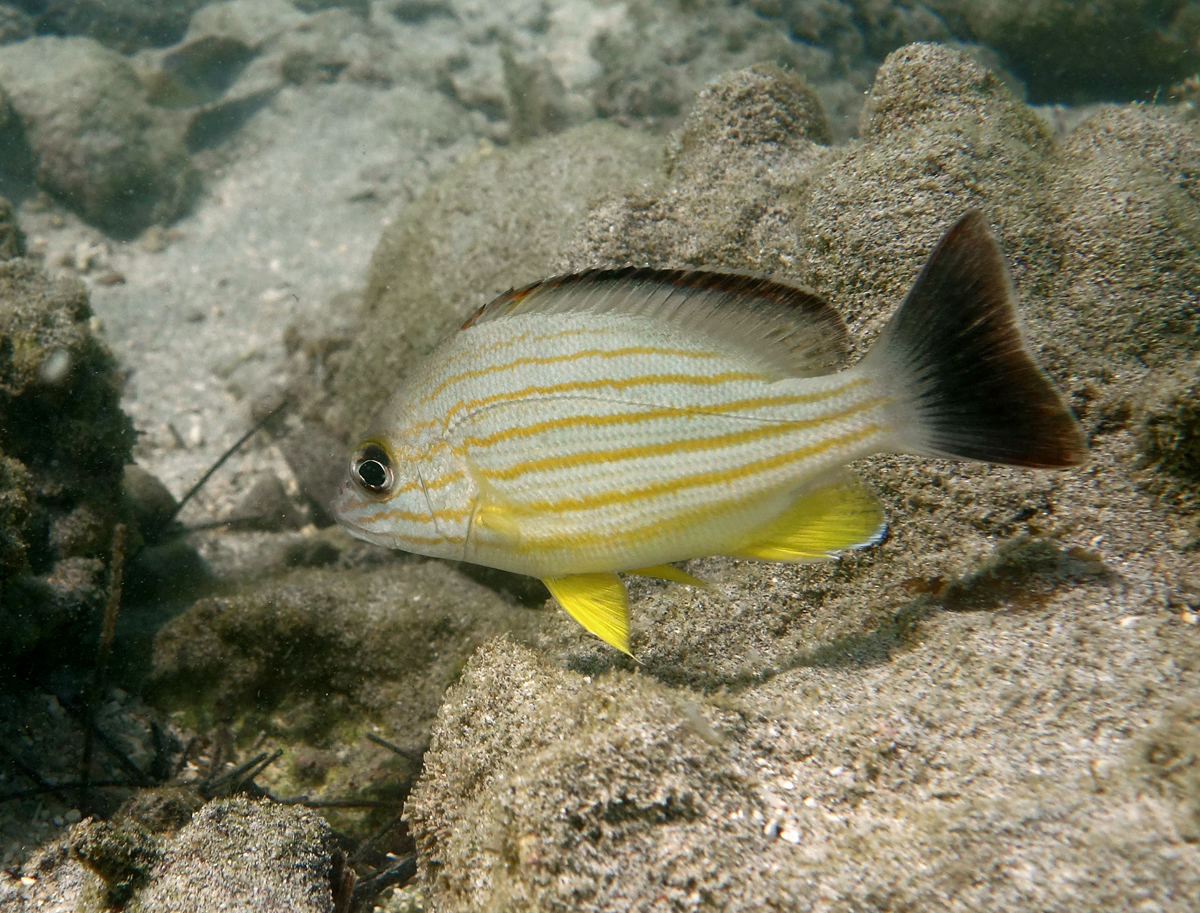
オキフエダイ。画像個体は幼魚のため黄色の縦線がある。英名blacktail snapperの名が示すとおり尾が黒い。撮影地レユニオン。

オキフエダイはスズキ目フエダイ科フエダイ属に属する魚であり、学名はLutjanus fulvus、標準和名はオキフエダイ（沖笛鯛）である。「毒魚」という方言名の由来ははっきりしていない。だが、1936年（昭和11年）に浄の池が発行した 『浄の池異魚絵葉書』解説書によれば、形状は黒鯛に似て、歯が極めて鋭く、口の中は鮮やかな赤色で、いかにも毒々しいと表現されている。黒田の報告書では、側線より上部は濃い橄欖色（かんらんしょく、オリーブ色の意味）、側線より下部は美しい葡萄色（えびいろ）を帯び、腹面が特に美しいと記されている。体長は大型のもので1尺3寸から4寸（約40 cm）、高さ4寸（約12 cm）、習性は獰猛攻撃的で他の魚に噛み付くため、浄の池では適宜間引いていたという。その影響により黒田が調査した時点で浄の池に生息するオキフエダイはわずか3尾（いずれも大型の個体）であった。また当地の人物からの話として魚肉は非常に美味であると調査書に記されている。なお、隣接する唐人川でオキフエダイの小型の個体が見られ、後述する唐人川沿いにあった千葉殉事という人物が所有する池において、4尾のオキフエダイが生息するのを黒田は確認している。
|  |  |  |

#### ユゴイ

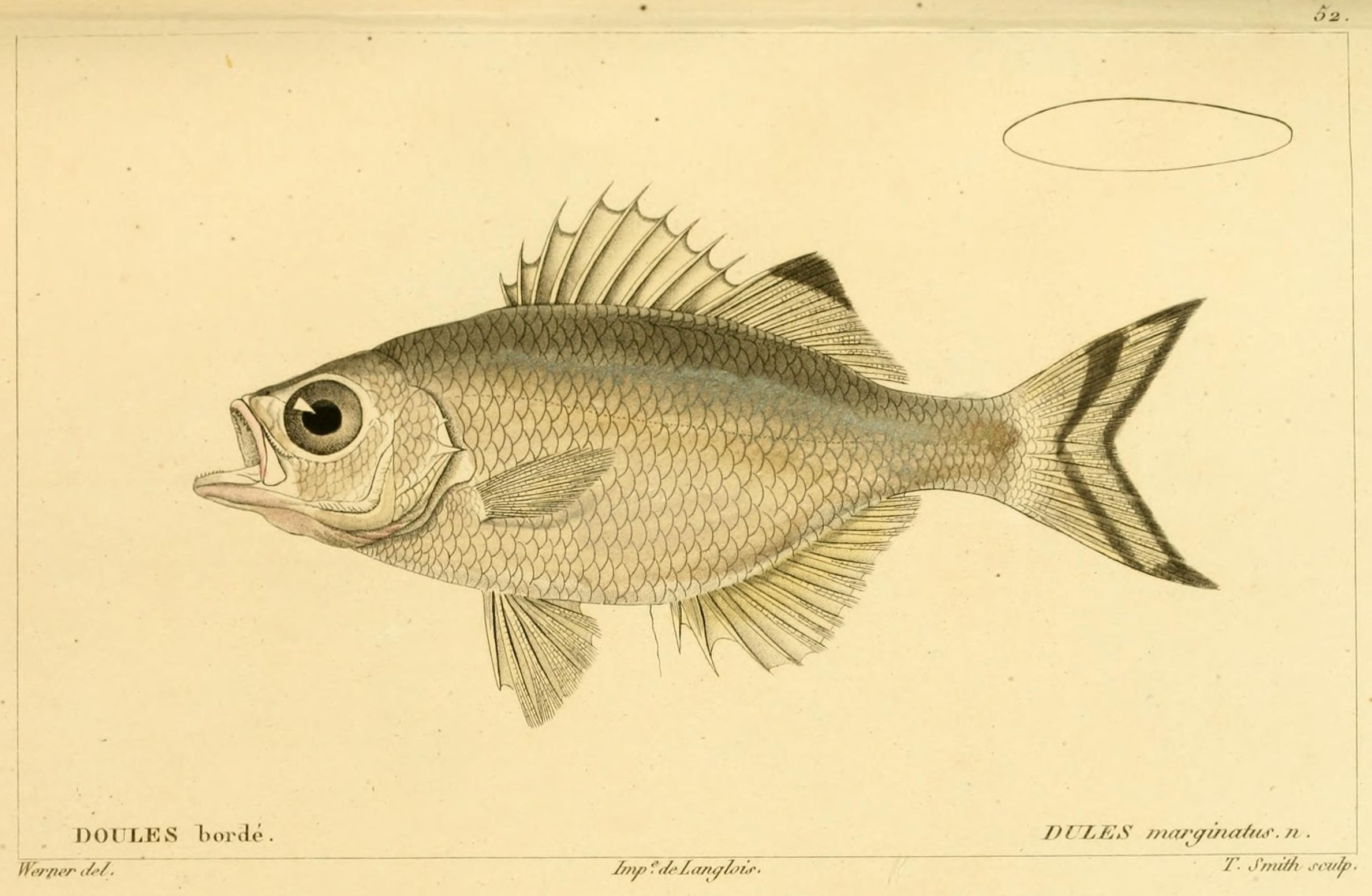
ユゴイ。Histoire naturelle des poissons, Paris, Chez F. G. Levrault, 1828-1849より。

- 報告書での学名 - Kuhlia marginata
- 報告書での和名 - ゆごひ（湯鯉）
- 方言名 - 湯鯉（ゆごひ）

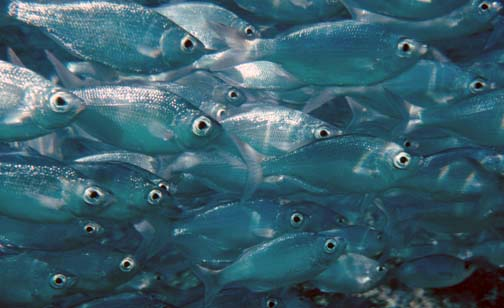
近縁種の Kuhlia sandvicensis。

ユゴイはスズキ目スズキ亜目ユゴイ属に属する魚であり、学名はKuhlia marginata、標準和名はユゴイ（湯鯉）である。黒田の報告書では本種を海産魚としているが、今日では一般的に熱帯・亜熱帯域河川中流の淡水域および下流の汽水域に生息する魚として知られている。当地での呼び名はほかの4種と違い、標準和名と同じ湯鯉である。鱗は銀色ないし白銀色で、水中では特に明るく見えると報告書には記載されている。体長は大きいもので1尺2寸（約36 cm）、高さ5 - 6寸（約15 - 18 cm）、群遊する魚であり、黒田の調査した時点で浄の池には15 - 16尾ほどが群れをなして泳いでいたという。また唐人川にも多数遊泳していたことが確認されている。ユゴイはオオウナギと並ぶ浄の池の熱帯性魚類の代表的なものとして知られており、平凡社発行の『改訂新版 世界大百科事典』のユゴイの項目、小学館発行の『大辞泉』、同じく小学館発行の『日本国語大辞典』の湯鯉の項目で、静岡県伊東市の浄の池が有名な生息地で、生息の北限地であったなどの解説がされている。
|  |  |  |

#### コトヒキ
- 報告書での学名 - Therapou servus
- 報告書での和名 - やがたいさぎ
- 方言名 - 迅奈良（じんなら）

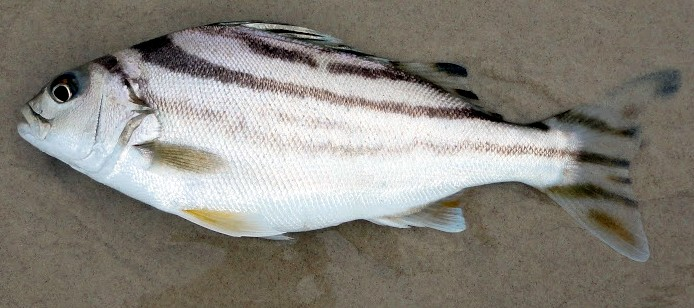
コトヒキ。

コトヒキはスズキ目スズキ亜目シマイサキ科コトヒキ属に属する魚であり、学名はTerapon jarbua、標準和名はコトヒキ（琴引・琴弾）である。黒田の報告書に記載された学名、和名ともに今日とは異なる名称であるが、これが当時のシノニムであったのかを含め詳しい経緯は不明である。主に本州南岸の太平洋沿岸海域で普遍的に見られることから、各地での方言名も多数ある魚であり、当地伊東では迅奈良（じんなら）と呼ばれていた。沿岸域から汽水域までを生息地とする魚であり、黒田も伊豆地方沿岸および駿河湾沿岸一帯に普通に生息する種であると報告している。大きさは通常5寸（約15 cm）以下だが、浄の池には7寸（約21 cm）ほどある大型の個体が10尾ほど生息し、唐人川にも小型の個体が生息しているのが確認されている。背びれのトゲを使って他の魚を刺殺すると言われ、捕獲して陸上に上げると一種異様な鳴き声を発すると聞いた黒田は、当池で実際に試して鳴き声を確認している。コトヒキを含むシマイサキ科の魚類は浮き袋に独特な発音筋を持っており、漁獲されたときに「グーグー」と大きな音を出す。これが標準和名「琴弾」の由来である。
|  |  |  |

#### シマイサキ
- 報告書での学名 - Therapon oxyrhyuch
- 報告書での和名 - しまいさぎ
- 方言名 - 横縞（よこしま）

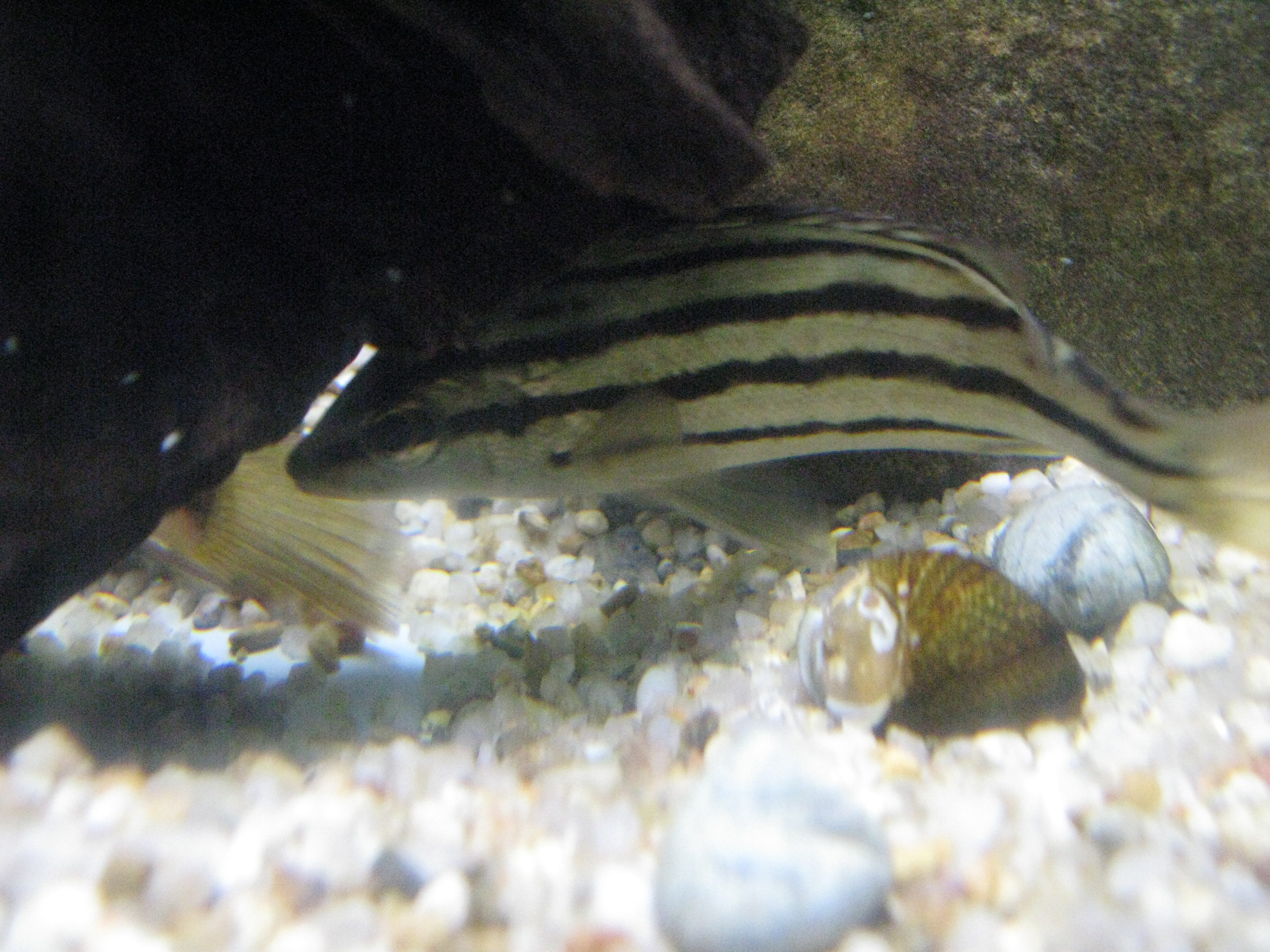
シマイサキ。

シマイサキはスズキ目スズキ亜目シマイサキ科シマイサキ属に属する魚であり、学名はRhyncopelates oxyrhynchus、標準和名はシマイサキ（縞鶏魚）である。コトヒキと同目同科の魚であり、沿岸から汽水域を生息地とし、本州南岸部で普遍的に見られる種であることもコトヒキと同様である。体の側面には4本の黒い太線、その間には3条の黒い点線があり、これが方言名の横縞の由来である。体長、高さともコトヒキとほぼ同等であるが、当時の伊東小学校にある記録では最大8寸5分（約25 cm）のものがあり、青ばみたる色にして黒色の段々羅縞ありと記されている。黒田の調査した時点で浄の池で確認されたのはわずか2尾。しかも岩間に隠れることが多く、水が清澄の際に遊泳しているのを辛うじて確認している。
|  |  |  |

浄の池では異魚とされた上記5種以外に、少数のゴクラクハゼ、少数のマエビ（クルマエビ）、少数のカニの一種（種不明）が生息し、人為的に移入されたものとして大型の緋鯉が3尾、同じく人為的に移入されたボラがいた。このボラは数が非常に多く、大小約60尾が生息するのが確認された。

### 唐人川と「千葉氏所有池」

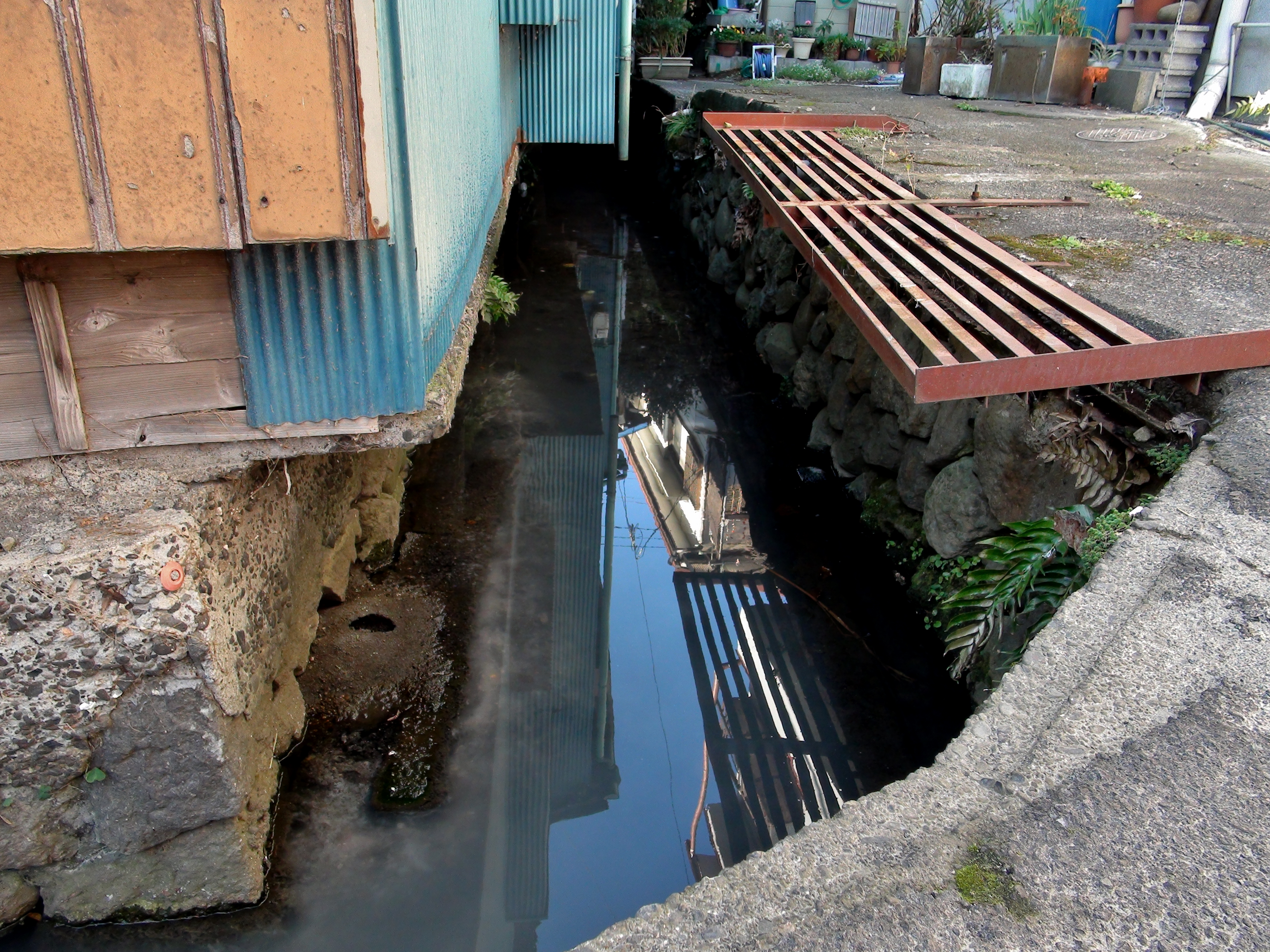
黒田が「一間幅の小溝」と記した、浄の池から水が流出していた付近の唐人川。2014年11月撮影。

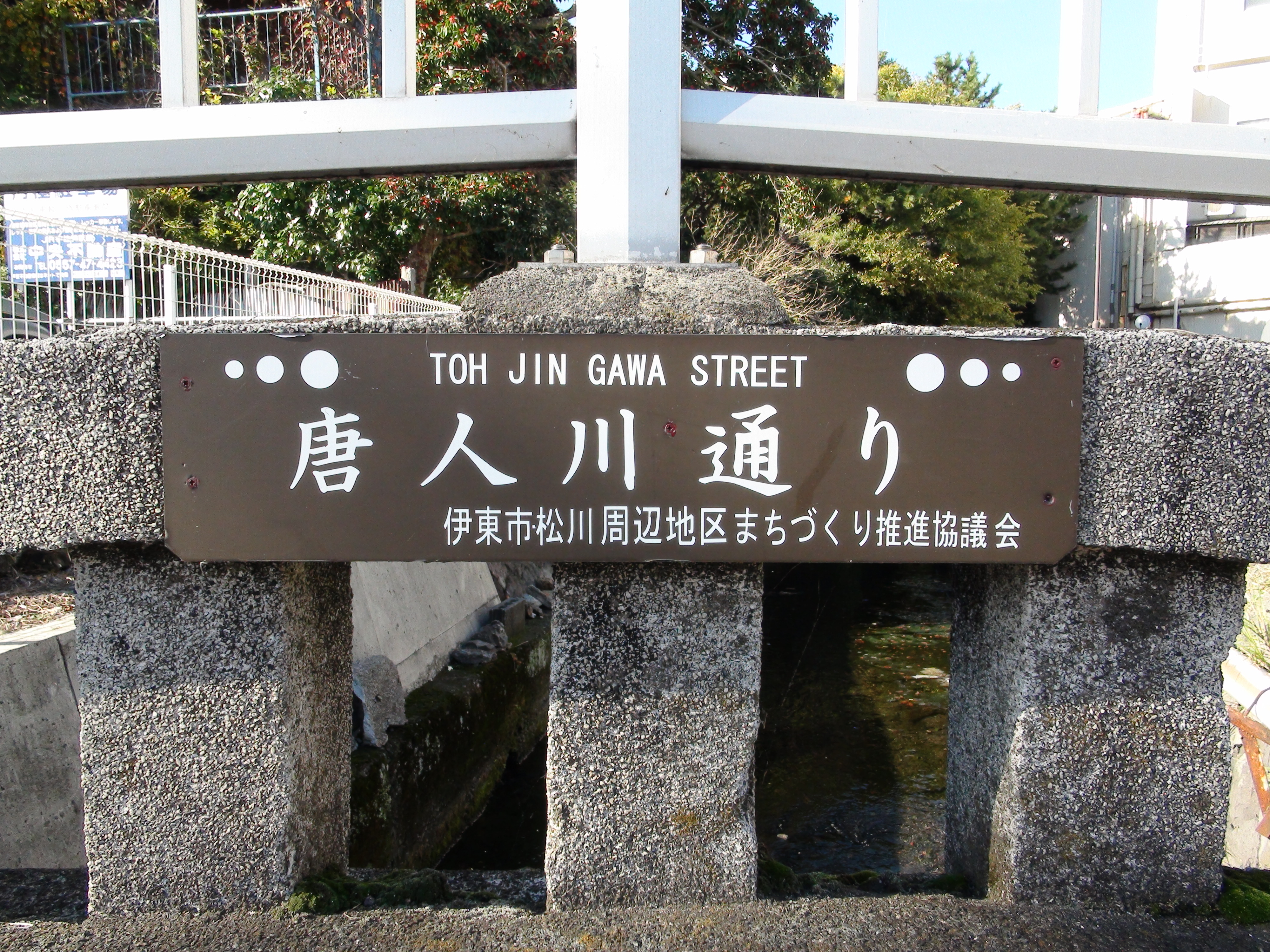
唐人川下流部に架かる橋のある通りは「唐人川通り」の愛称が付けられている。

黒田は浄の池の調査と同時に、池の水が流出入する唐人川（とうじんがわ）と呼ばれる小規模な河川に着目し調査を行った。この唐人川は2018年現在も旧浄の池所在地付近から、伊東市街の住宅地を縫っておよそ北東方向へ流れ、池から約1 kmほど流下した、現：川口公園（国道135号伊東バイパスなぎさ橋の上流方向）付近で、伊東大川（通称、松川）右岸に合流し、そのすぐ下流で海へ注いでいる。前述した『豆州志稿』および『伊東記』の唐人川の記述に、昔唐船此処に漂着せしを以つて名づくと云うとあるように、数百年前までの唐人川はある程度大きい河川であったと考えられている。しかし、黒田が調査を行った1912年（大正10年）の時点での唐人川は、一間幅の小溝に過ぎずと、報告書で記されたように極めて小さな河川であり、浄の池と同様に微温湯であり白い湯気が立ち昇っていたという。
2018年現在の唐人川は所々が暗渠となっており、見た目は普通の溝渠に過ぎない。しかし、かつてこの小さな水路を通じて浄の池の異魚は海との間を行き来しており、浄の池に生息する複数種の汽水魚にとって唐人川は重要な役割を果たしていた河川である。黒田は唐人川に小振りではあるが異魚5種すべてが生息するのを確認している。
さらに黒田は唐人川沿いにある別の池に着目し調査を進めた。浄の池とは別のこの池（以下、「千葉氏所有池」と表記する）は、千葉殉事という人物の私有地にあり、報告書にも具体的な所在地は記されておらず、現存もしていないため正確な位置は不明である。だが、浄の池から流出する唐人川沿いに所在していたことから、浄の池のあった現：和田1丁目から、唐人川河口のある現：渚町にかけた一帯にあったものと考えられる。黒田が調査した時点で「千葉氏所有池」は大小2つ存在し、大きい方は約40坪（約132 m2）、小さい方は約20坪（約66 m2）であった。この池も元々は大きな池であったものが次第に埋め立てられ大小2つの池になったという。
2つの池のうち、大きい方の池にオキフエダイ（方言、毒魚）が4尾生息しているのを黒田は確認している。また、埋め立てられた際に多数のオキフエダイが捕獲されたという話を池の所有者より聞き取り報告書にも記載している。一方、小さい方の池にはオキフエダイは生息していないものの、浄の池には生息していない別種の魚類2種（はいれん、まくち）が確認され、報告書にも写生図とともに記載されている。
報告書に記載された「千葉氏所有池」に生息する2種の魚類を下記に示す。浄の池での記載と同様、研究史的な意味として捉え、1921年（大正10年）に作成された調査報告書を元に記述を行う。ただし、この2種及び「千葉氏所有池」は天然記念物には指定されなかった。

#### ハイレン（イセゴイ）
- 報告書での学名 - Megalops cyprinoides
- 報告書での名称 - はいれん（海奄）

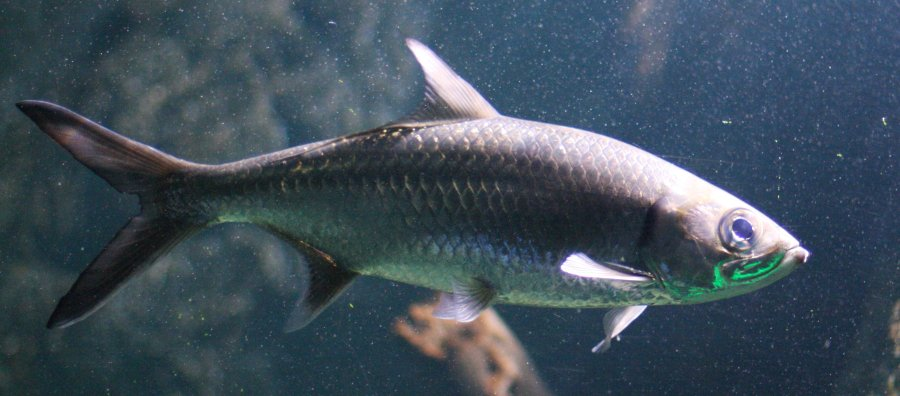
イセゴイ。

ハイレンことイセゴイはカライワシ目イセゴイ科イセゴイ属に属する魚であり、学名はMegalops cyprinoides、標準和名はイセゴイである。この魚は一般的にイセゴイと呼ばれる魚であるが当地では「はいれん」と呼ばれ、黒田は「千葉氏所有池」の小さい方の池で数尾生息するのを確認している。形状はコノシロ（若魚は「コハダ（小鰭）」と呼ばれ寿司種として知られる。）に似ていると報告種には記載されている。比較的大きくなる種であるが、当池で黒田が捕獲したものは最大で9寸4分（約28 cm）であったという。また、本種は主に台湾・沖縄の内湾に侵入する種として知られるものの、関東から東海近海で見られるのは稀であり、伊東と同じ静岡県でも最西部の浜名湖周辺では、今日の標準和名と同じ「いせごひ」と呼ばれていることなどが報告書に記載されている。
|  |  |

#### マクチ（ボラ）
- 報告書での学名 - Mugil oeur
- 報告書での名称 - まくち（眞口）

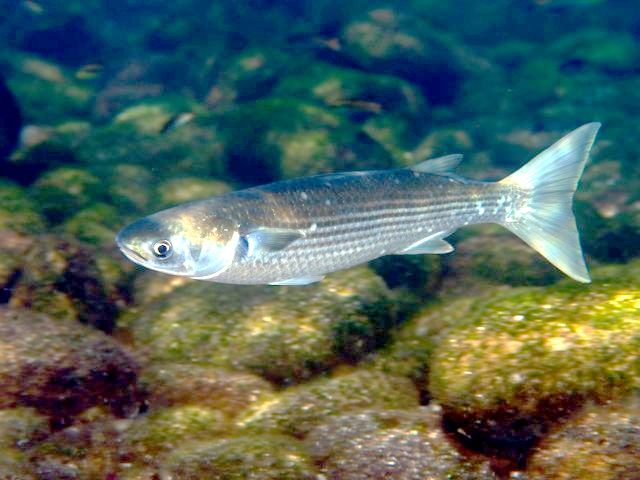
ボラ。

マクチことボラはボラ目ボラ科ボラ属に属する魚であり、学名はMugil cephalus cephalus、標準和名はボラである。今日で言う「まくち」とは一般的にはボラの別称として使用される別名のひとつであるが、黒田は通常のボラとは区別し次のように報告書に記載している。
黒田は報告書でこのように述べ、同池や浄の池に生息する普通のボラとは体色や性質が異なることを指摘している。しかし、この「まくち」が普通のボラとは別種のものであったのか、その後の調査などの資料は渉猟した文献中になく不明である。報告書に添付された「まくち」の外見（画像参照）は普通のボラとよく似ており、また、1936年（昭和11年）に発行された『淨の池異魚絵葉書』 解説書では大体普通のボラと同様である旨の解説がされている。
|  |  |

### 天然記念物指定の必要性と保護

#### 現状の保護状態と改善の提言

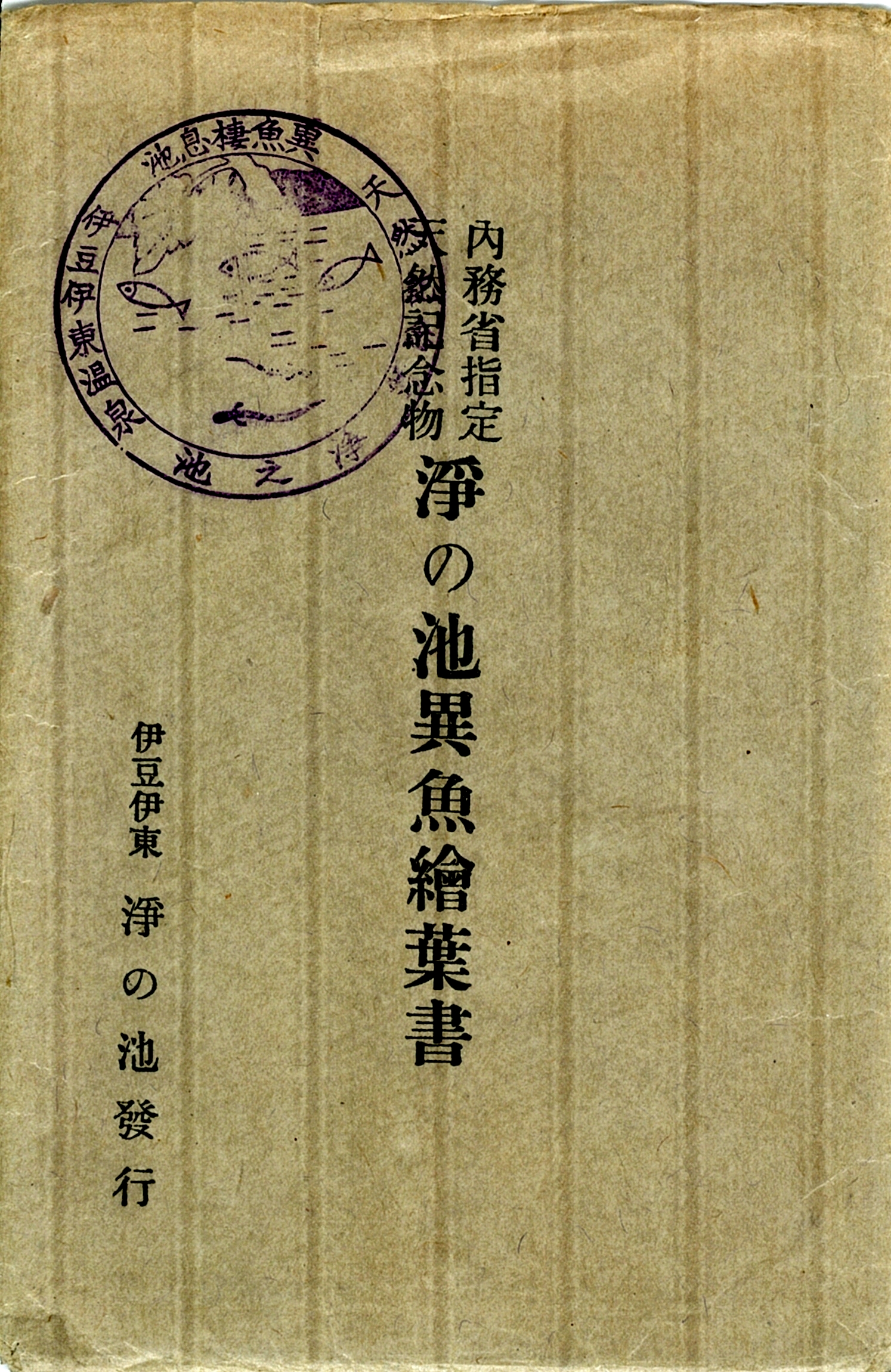
浄の池では大正期から昭和中期にかけ、多種の絵葉書が作成され販売されていた。画像は昭和11年の絵葉書セットの外装。

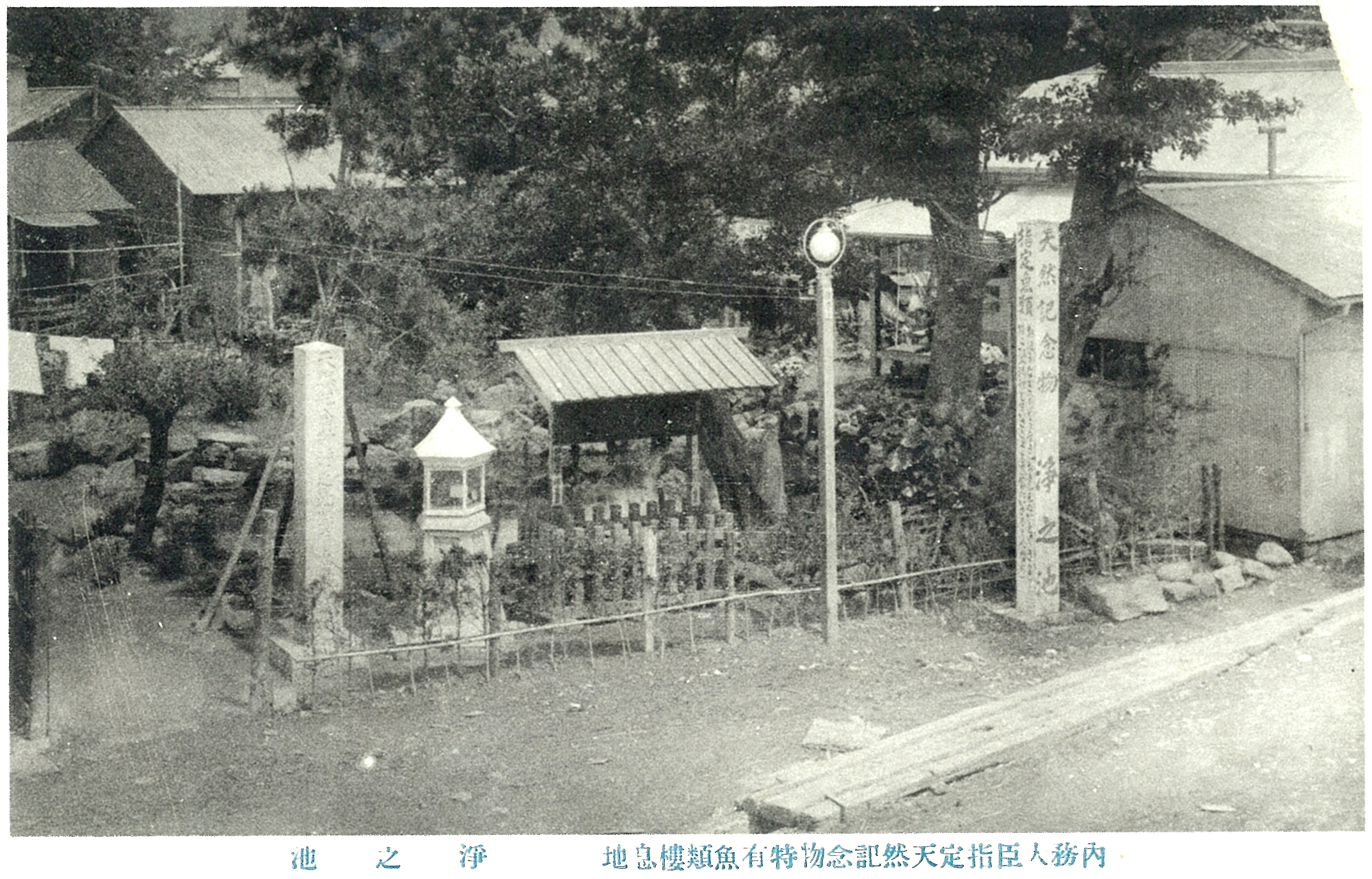
昭和初期頃の浄の池の外観。

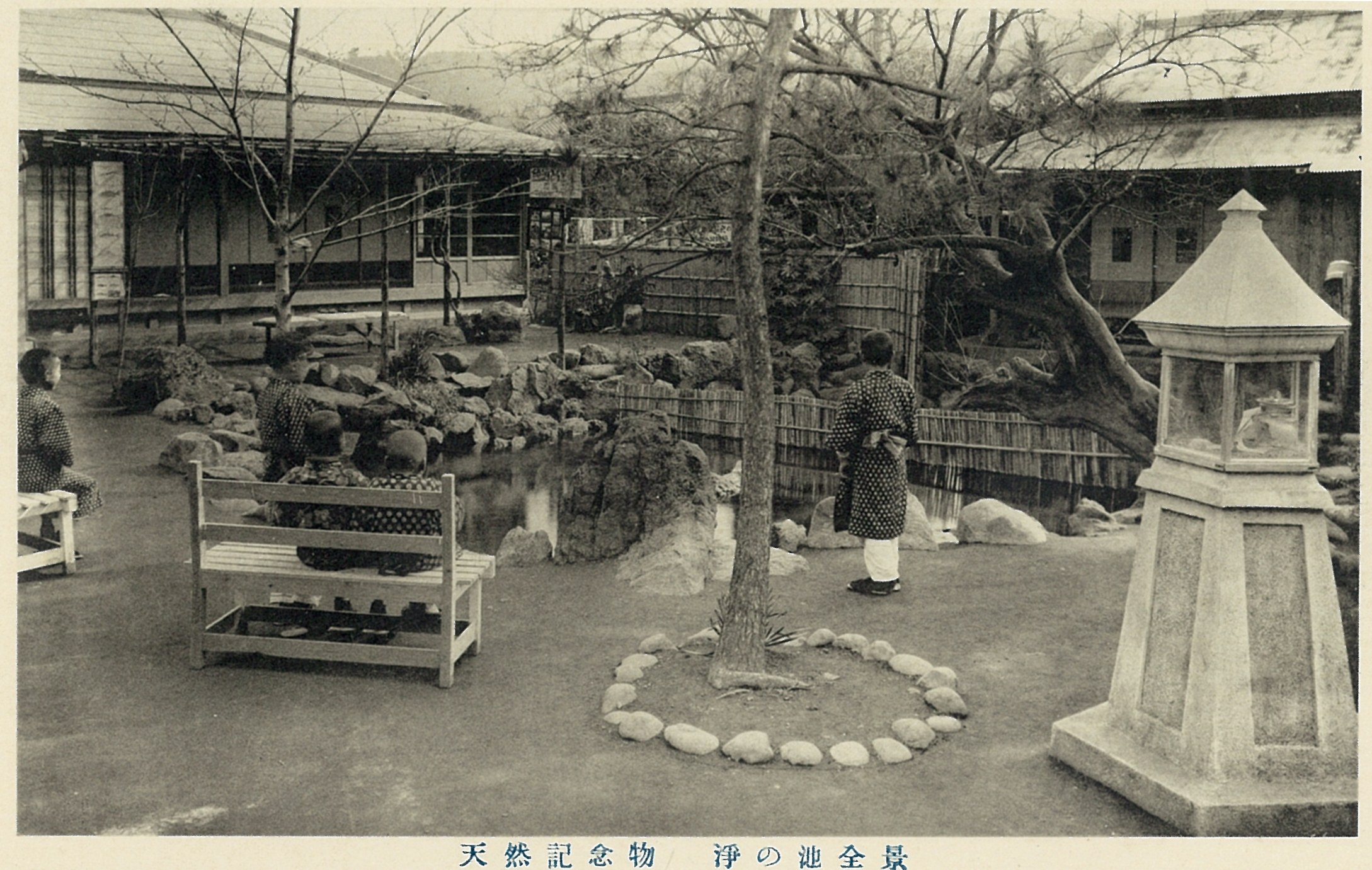
昭和初期頃の浄の池。

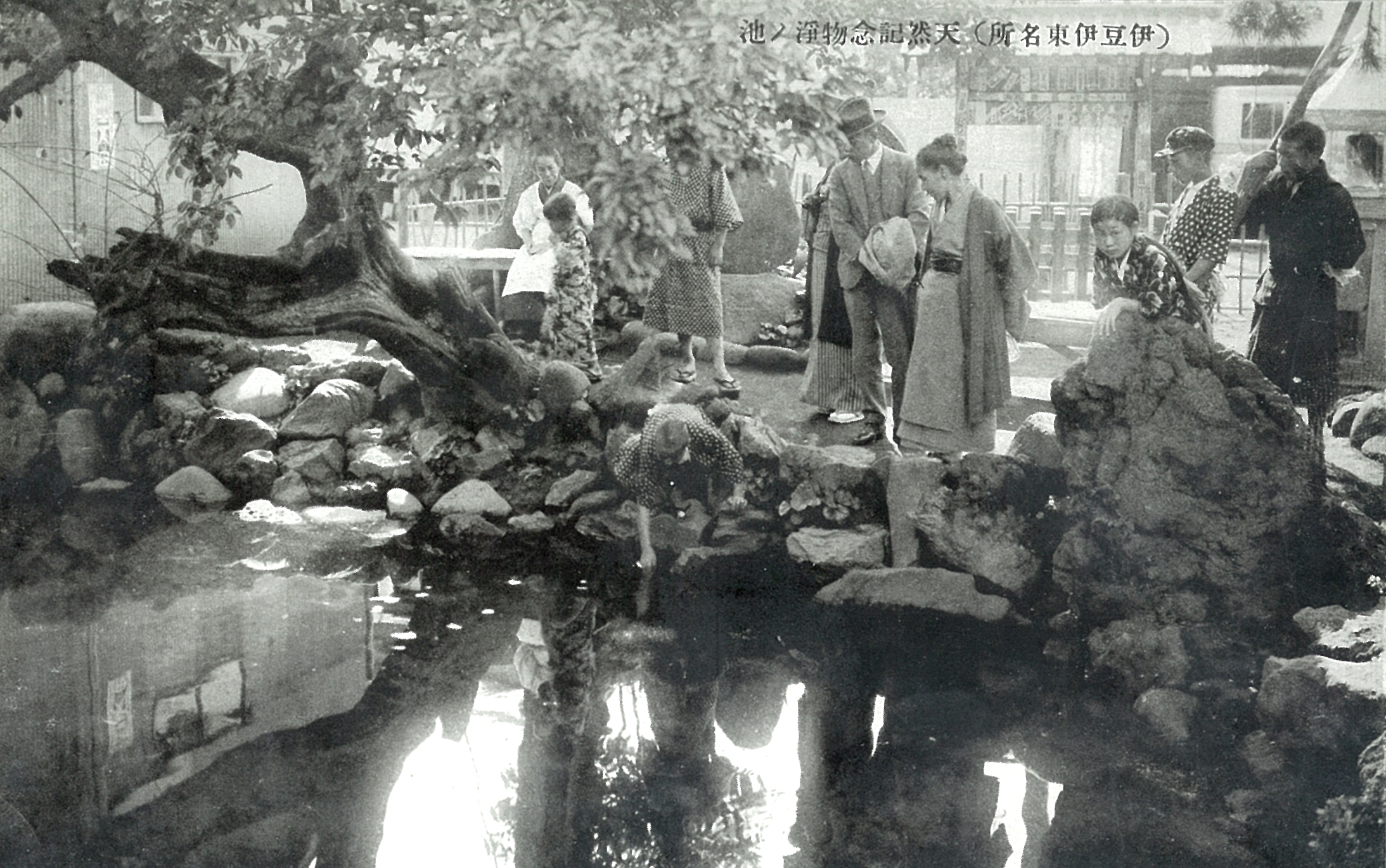
池を覗きこむ人々。

浄の池の現状を調査した黒田は、貴重な魚類の生息する珍しい池であることを認めつつも、その保護・保全状態については、個人所有地であることから懸念される複数の問題点を指摘している。
まず第一に、池の魚の捕獲を禁じることはもちろん、魚類に対して杖などを池中に入れないよう注意書きの立札を設置することを求めた。また伊東でも屈指の名所であり各種の案内記（今日で言うガイドブック）にも記載され、かつ見学代は無料でもあることから多数の観覧者がおり、池畔のすぐ側には茶店のみならず、遊戯用の弓場まで設けられているため、敷地が極めて狭くなってしまっていることに苦言を呈している。実際に黒田は5日間にわたる浄の池の観察中、常に複数名の観覧者がいたと報告している。
さらに、訪れた観覧者が池に餌を投げ込むと、池中のボラが多数集まり、一見すると餌に集まる池の鯉のような異様な状況になり、肝心の5種の異魚の観察の妨げになっているとも苦言を呈している。一方で5種の異魚の写真や写生図を元にした絵葉書を観覧者の求めに応じて茶店が販売していることは肯定的に評価している。
黒田は報告書の末尾で11項目におよぶ保全に対する意見を述べている。以下にその要約を示す。今日の天然記念物に対する概念とは大きく異なるものもあり、発足当時の天然記念物に対する考え方が垣間見られる。

1. 池の主要5種の着色写生図に和名、方言名、学名および説明を付け掲出すること。
2. ボラを減ずること。現在、池の中のボラは実に60尾余りに達し、主要な他の魚類を観察する大きな妨げになっているため、特に大きなものを捕獲し除く必要がある。ただし全部を除く必要はない。
3. 鯉も大型のものが現在3尾移入されているが、これ以上は増やさないこと。理由2に同じ。
4. 5種の主要魚類中減少したものは他より補充すること。現状では少数である、オオウナギ、オキフエダイ、シマイサギなどを中心に大型のものを選定。ただしオキフエダイは他の魚を攻撃するため10尾以内にすることが望ましい。
5. 食物を充分に与えること。現状では食物の与え方が不充分のようである。但し食量を定めて与え、池内に食物が残存し水質が悪化しないよう注意が必要である。
6. 唐人川に連なる小穴の入口に目の細い金網を張り、池中の幼魚が流出しないようにすること。現状では恐らく小魚は出入りが自由であると思われる。
7. 池の周囲に高さ3尺位の金網を張り巡らすこと。洪水の場合魚類の流出を防ぎ、また観覧者の杖等が入ることを防止するため。但し現状の池内に突出している桟橋のようなものは、存在する方が観覧に便利である。
8. 池内を時々清掃すること。但し魚類を驚かさない程度に、池内に沈殿する樹木の枝や葉など観覧上妨げとなるものを除くことを目的とする。小さな叉手網などで掬い取るのがよい。
9. 「浄の池」の表入口および茶店その他を改良するを要す。現状、同所の入口は余りにも粗末であり障子立に「浄の池」と書いてあるのみである。入口には小門を立て一層明白にし、可能であるなら池の周囲を観覧者が自由に周回できるよう改良することを希望する。
10. 千葉殉事氏所有池の2池は共に第2候補地とする。但しこの池も天然記念物に指定するとすれば付近および池の周囲を改良するを要す。
11. 千葉殉事氏所有池の小池（20坪くらいの方）に産する前記「はいれん」および「まくち（黒色のボラ）」は「浄の池」に生息していないため、千葉氏の池より代表的な数尾を捕獲し「浄の池」に放養すれば1ヶ所に主要な魚類を集めることになり、研究者並びに観覧者にとって便利であり、かつこれら魚類の保存を完全にすることになるものと信じる。

—黒田長礼、「静岡県伊東町「浄の池」ノ魚類ニ関スルモノ」より一部改変抜粋。
このように述べ、今後の浄の池および関連する千葉氏所有の池の保全対策案を複数提示し、調査報告書を締めくくっている。

#### 「淨の池」ノ魚類ヲ天然記念物トナスヲ要ス
調査報告書の結論として「浄の池」および「生息する魚類」に対し天然記念物に指定するよう黒田は結論付けている。池に生息する5種のうち、やがたいさぎ（コトヒキ）と、しまいさぎ（シマイサキ）の2種は他所でも普遍的に生息しているため、天然記念物として保護する必要はないものの、他の、おおうなぎ、おきふえだい、ゆごい、の3種は南洋を主な産地とし、伊東に所在する特定の池に棲み付いているのは珍しく、充分な保護を行う価値があるものとしている。また、浄の池は希少な生物群の生息地であるにもかかわらず、容易に訪れることが可能な街中に位置する特異性を指摘し、同時に浄の池が個人所有地であるため、所有者による土地改変などの懸念を払拭する意味も含め、天然記念物に指定することの必要性にも言及している。
黒田による「「淨の池」ノ魚類ヲ天然記念物トナスヲ要ス」とする文節の全文を下記に示す。

此池ニ産スル魚類中しまいさぎトやがたいさぎノ二種ハ本邦内ニアリテ分布廣ク且ツ其数モ多キヲ以テ特ニ天然記念物トシテ保護ノ必要ナキモ他ノおほうなぎ及ビおきふえだひ並ニゆごひハ其分布（南洋、印度地方ニ主産シ本邦ニ達セルモノ）ヨリ見ルモ充分保護ノ値アリ且ツおほうなぎノ如ク偉大ナルモノハ明ニ天然記念物トシテ永遠ニ保存スベキニ値ス是等ノ魚類ハ伊豆地方ニハ決シテ稀ナルモノニハ非ラザルモ「淨の池」ノ如ク何人ニテモ容易ニ是等ノ魚類（大形ノモノノ意ヲ含ム）ヲ観察シ得ラル、場所ハ他ニ類例少キモノトス若シ今後所有者ノ考ヘ變ジテ此池ヲ埋メンカ此貴重ナル年經タルおほうなぎヲ初メ其他ノ魚類を失フコト明ラカニシテ再ビ之ト同一ノモノヲ補缺スルノ困難ナルハ云フマデモナキナリ此故ヲ以テ速カニ「淨ノ池」ト共に天然記念物トシテ指定ヲ要スルナリ
「浄の池」ノ魚類ヲ天然記念物トナスヲ要ス　黒田長禮
—黒田長礼、「静岡県伊東町「浄の池」ノ魚類ニ関スルモノ」
こうして浄の池と、そこに生息する5種の異魚は、翌1922年（大正11年）3月8日付けで内務省告示「大正11年第49号」により、『淨の池特有魚類棲息地』の指定名称で天然記念物に指定された。

## 浄の池を訪れた文人

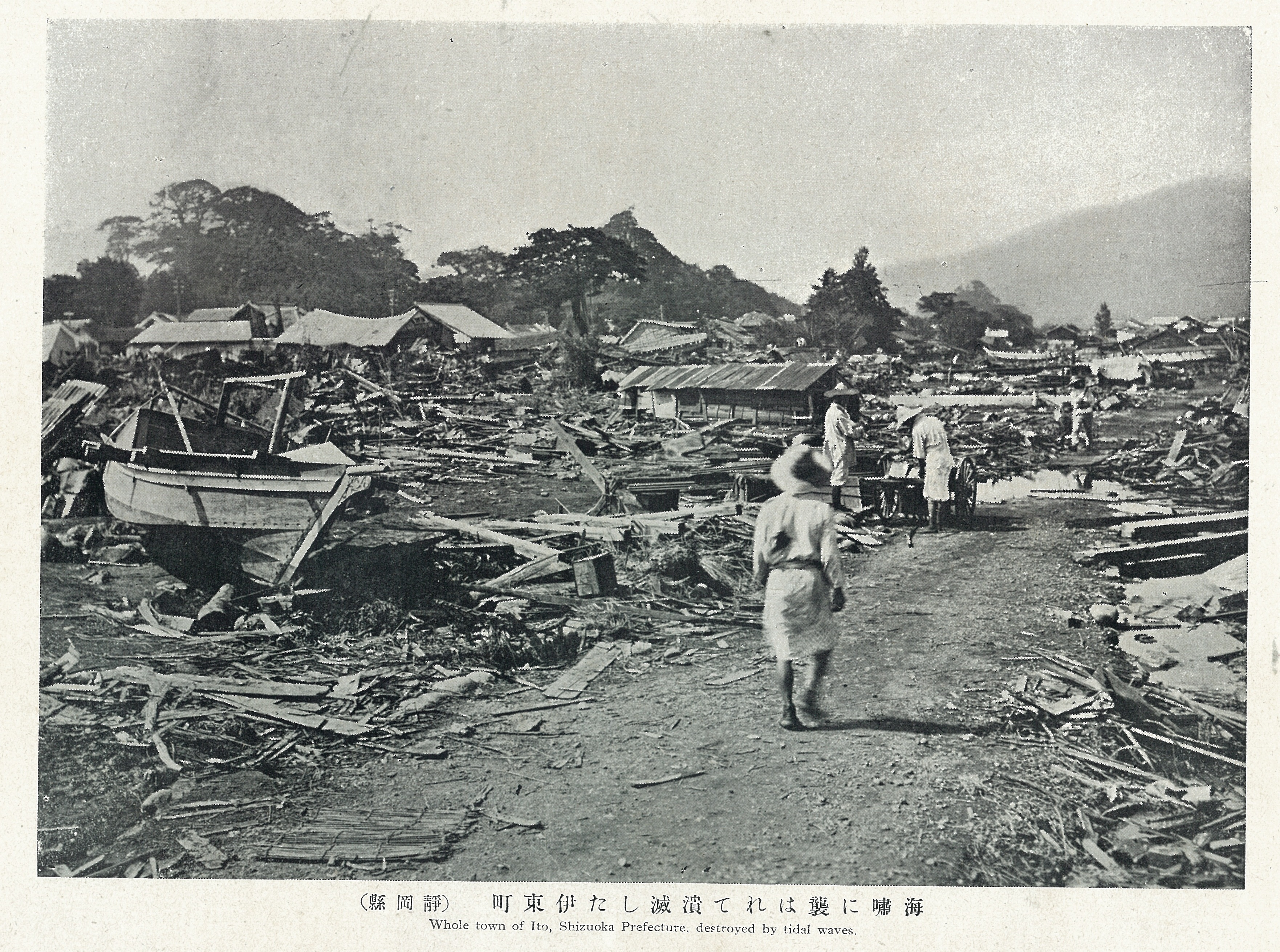
関東大震災による津波の被害を受けた伊東市内。

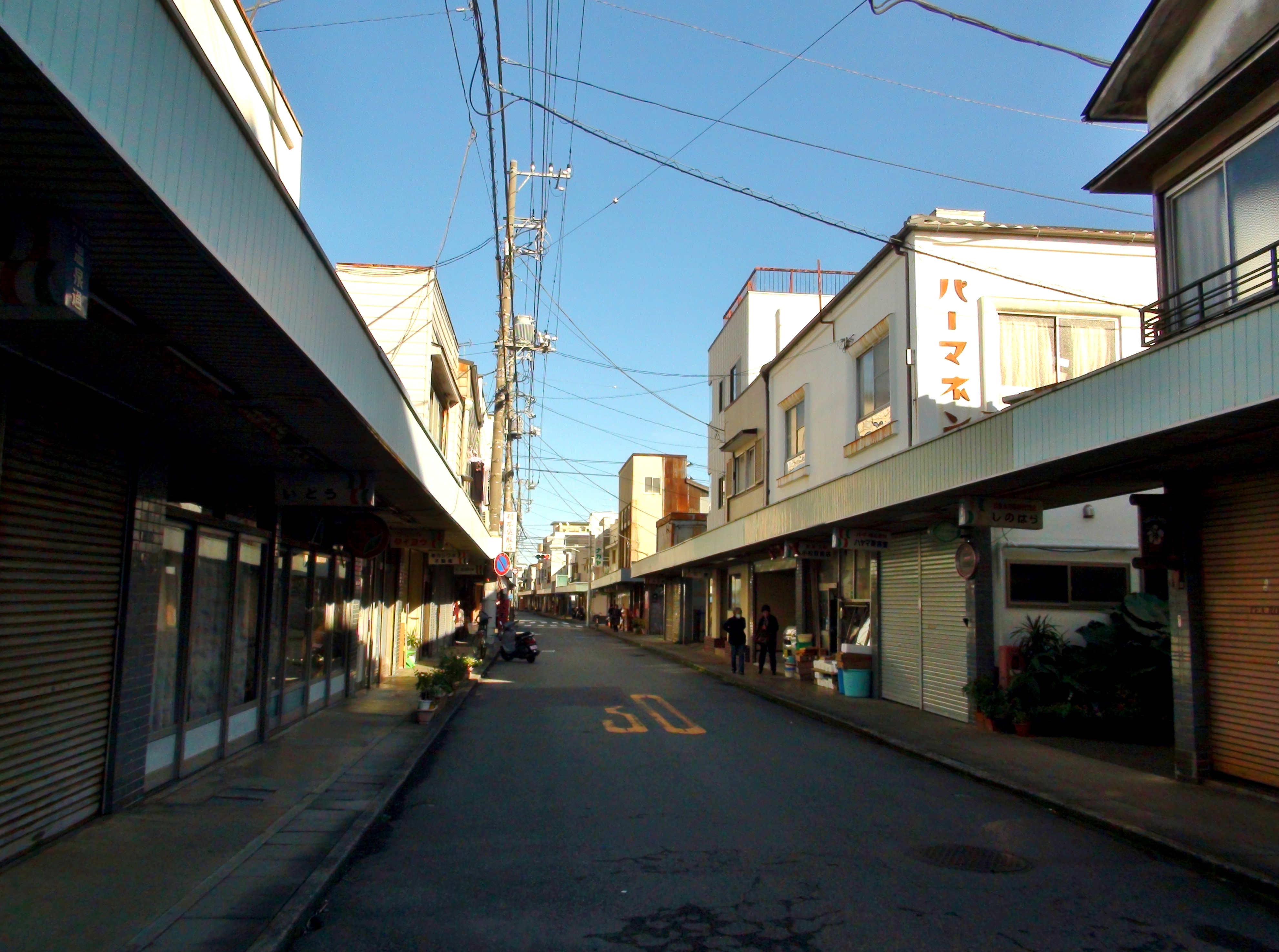
2014年の玖須美温泉通り。
山頭火が投宿した「伊東屋」のあった付近から東方向を撮影。100 mほど先に見える信号のある交差点を右折したすぐ左手に浄の池はあった。

天然記念物に指定されたことにより、浄の池はより広く世間に知られるようになり、伊東温泉を訪れる人々の多くが浄の池へ足を運んだ。指定翌年の1923年（大正12年）9月の関東大震災による津波により、浄の池は一部が埋没するなどの被害を受けたものの、浄円寺住職をはじめ檀家、周辺の人々の尽力により、僅かに残存した5種の異魚を丁重に保護し、池を含む周辺が再度整備され、このときは天然記念物の指定は解除されることなく、伊東の名所として存続し続けた。
大正から昭和初期頃はまだ大型観光ホテルのような宿泊施設は無い時代であり、自家源泉を持つ温泉旅館は存在したものの、和田湯のような外来型の温泉施設の周辺にある簡素な宿泊施設には数日間投宿し、宿舎より各温泉施設へ通い入浴を行う人々も多く、そのような界隈に位置する浄の池は、温泉街を散策する観光客にとって格好の場所であった。
1938年（昭和13年）には国鉄伊東線が熱海駅から伊東駅まで全線開業したことにより、東京からほど近く気候も温暖な伊東は、観光地として急速に発展し、静養地として多数の財界人、文化人が訪れるようになり、浄の池もまた伊東温泉随一の名所として多くの人々が訪れるようになった。小説家など文人も伊東を訪れ、同市出身の木下杢太郎をはじめ尾崎士郎らが伊東を舞台とした作品を残している。伊東を訪れた文人の中でも、浄の池へ足を運んだ種田山頭火と室生犀星は、それぞれ著書の中で浄の池について言及し、室生犀星は詩を残している。

### 種田山頭火
自由律俳句で知られる俳人、種田山頭火は1936年（昭和11年）4月、熱海まで汽車を使い、熱海から徒歩で伊東を訪ねている。当時山頭火は53歳、伊東温泉に数日間滞在し、伊豆はあたたかく死ぬるによろしい波音湯の町通りぬける春風はるばるときて伊豆の山なみ夕焼くるなどの句を残している。山頭火が宿泊したのは和田湯から東へ3軒目にあった「伊東屋」（現存しない）という木銭宿であったが、すぐ側にある浄の池へも訪れている。そのときの様子は山頭火の『旅日記』（たびにっき）の中に次のように記されている。

### 室生犀星
詩人・小説家として知られる室生犀星は、1923年（大正12年）3月5日から17日まで1人で伊東を訪れ、浄の池の湯煙の立つ水中を懸命に泳ぐコトヒキ、方言名「じんなら」を見て心を打たれ、『じんなら魚』（じんならうお）という詩を残している。

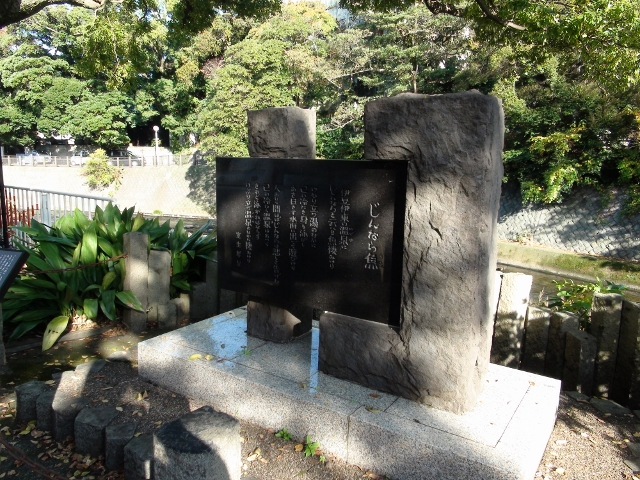
伊東大川（松川）沿いにある「じんなら魚」の詩碑。2014年11月撮影。

室生犀星は当時34歳、生まれて間もない長男豹太郎を前年に亡くし、絶望の最中にあった犀星は、浄の池を訪れた際に「じんなら魚」を見て、湯煙の立つ池の中で必死に泳ぐ「じんなら」を自分の身にたとえて、この詩を詠んだと言われている。
この詩は翌年の1924年（大正13年）に刊行された詩文集『高嶺の花』に収められたが、犀星にとって和名コトヒキ、方言名「じんなら」と呼ばれるこの魚は余程印象的であったようで、後年1957年（昭和32年）の長編小説『杏っ子』の中でも「じんなら魚」という章を設け右記のように書いている。
また、犀星の長女、室生朝子は随筆『父室生犀星』の中で、父が浄の池の「じんなら魚」を見て詩を作ったことは、魚類が特に好きだった父らしく、伊東の山や海などの風景でなく「じんなら魚」の印象が深かったことは、面白いことである、と述べている。
室生犀星は1962年（昭和37年）3月26日、72歳で死去した。「じんなら魚」の詩碑は伊東市街地を流れる伊東大川（通称松川）の畔、伊東市桜木町聖母幼稚園前の同川左岸に所在しており（北緯34度57分58.7秒 東経139度5分42.6秒）、1971年（昭和46年）4月16日、室生犀星遺族出席のもと伊東市によって建立除幕された。

## 天然記念物指定の解除

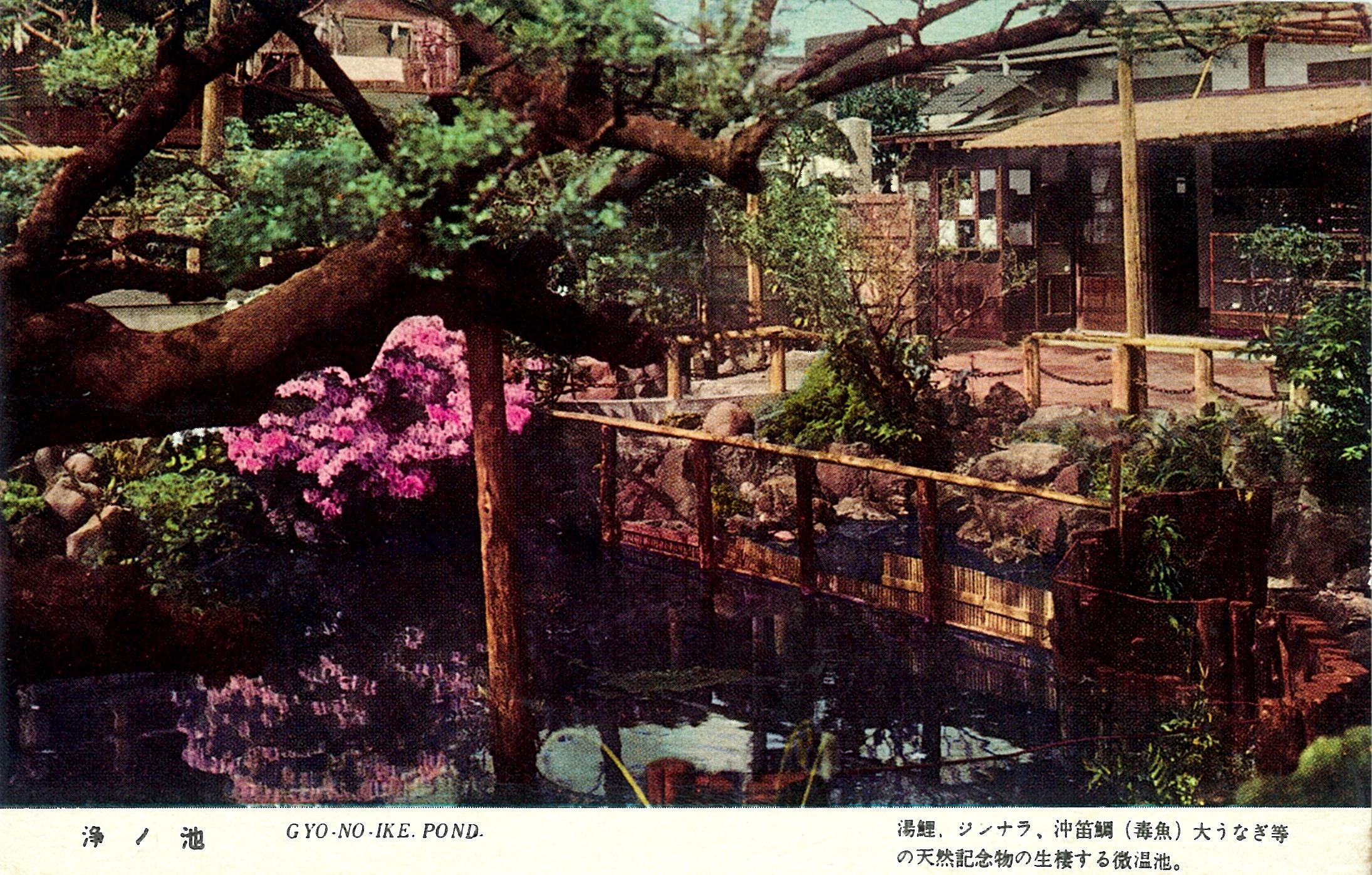
狩野川台風の2年前、1956年（昭和31年）の浄の池の絵葉書。

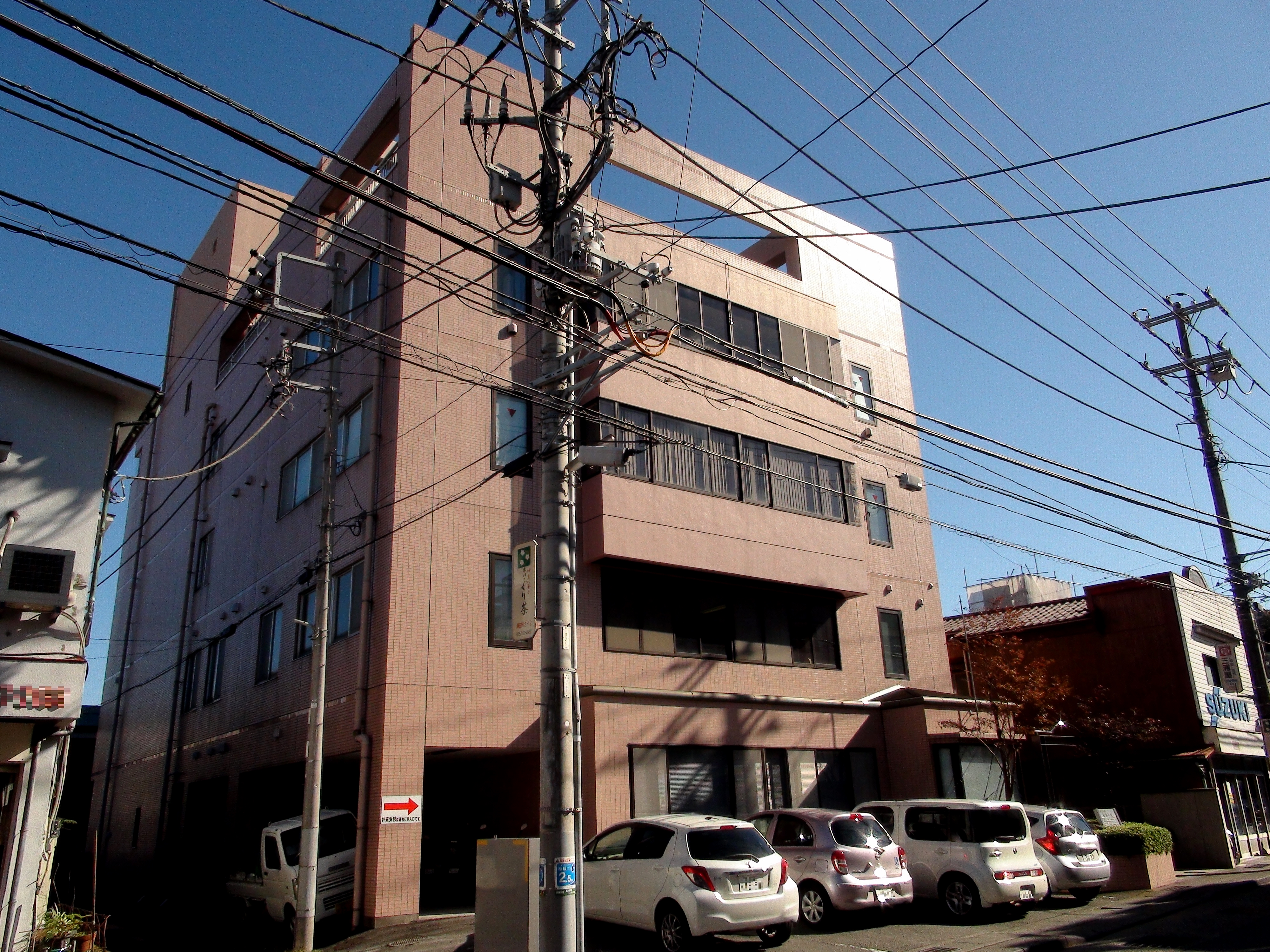
かつて浄の池が所在していた場所に建つ横山医院。電柱に海抜2.5mの表記がある。
2014年11月21日撮影。

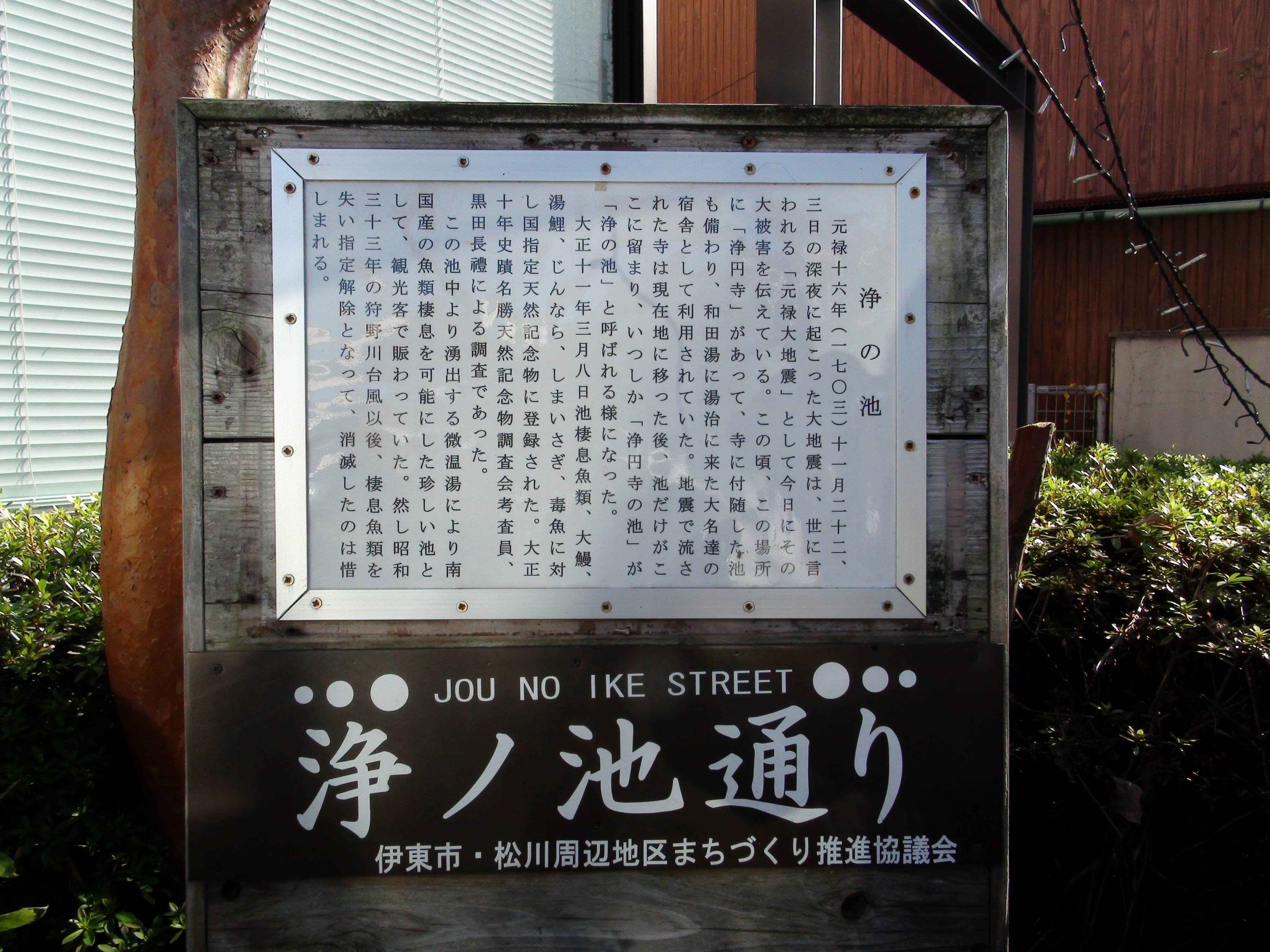
横山医院入口の植え込みに設置されている「浄の池」の説明文。

伊東郷土研究会の鈴木茂は、1999年（平成11年）に市立伊東図書館が刊行した『絵はがき – 伊東百景』の中で、自身が子供のころに見た、かつての浄の池の様子について記述している。鈴木の記述によれば、浄の池は明治35年生まれの石黒庵子という品の良い婦人が管理に当っており、入場料は幾らであったのか記憶にはないものの、子供仲間数人で時々遊びに行っていたという。
当時の浄の池は周囲を焼いた丸太の杭で囲まれ、池の数ヶ所に土管が立ち、そこから水が吹き上げていた。池の一部に石組みがあり、浄の池の人気者であった「毒魚」という魚は、いつもその石組みの中に入っており、中々人前には姿を現さなかった。しかし子供たちは「毒魚」が見たいので、近くの川から採れる巻貝カワニラ（カワニナ）の殻を石で叩いて割り、身を出したものを持って浄の池へ行き、そのカワニラの身を「毒魚」の潜む付近へ投げ入れると、猛然と穴から「毒魚」が飛び出し獲物に跳び付いたと言う。この時、紫色の魚体が突然、赤く変色する。子供たちの興味は、この一瞬にあり、次から次へとカワニラの肉を投げ込んで遊んでいたという。この「毒魚」すなわちオキフエダイ（沖笛鯛）は興奮すると鱗が立って体色が変化するように見えるとも言われている。
鈴木はまた、千葉氏所有の池についても言及しており、この付近は大昔から湿地帯が多く、浄の池以外にもかつて「千葉の池」と称した大きな池があり、伊東では最も初期の釣堀でもあったという。この池の付近に住んでいた岩井という人物が、投網を千葉氏の池に入れ「毒魚」を捕らえ食べたと言うが、非常に美味であったという話を子供のころ岩井本人より聞いている。文章の最後で鈴木は、残念なことは浄の池がなくなった事である。と記述を結んでいる。
浄の池が天然記念物の指定を解除されたのは、1982年（昭和57年）5月21日のことで、官報告示では以下のように記されている。

天然記念物の指定を解除する件
昭和57・5・21・文部省告示　90号
文化財保護法（昭和25年法律第214号）第71条第1項の規定により、次に掲げる天然記念物の指定を解除する。
- 名称　浄ノ池特有魚類生息地
- 所在地　静岡県伊東市和田1丁目
- 指定告示　大正11年内務省告示第49号

—昭和57年5月21日文部省告示第90号
ここでは指定解除された理由について触れられていない。ただし、1958年（昭和33年）9月27日に伊豆半島を襲った狩野川台風により、池が壊滅的な被害を受け、異魚の多くを失ったということが記されている資料がある。
台風の名称にある狩野川とは、伊豆半島中央部を北流し沼津市で駿河湾に注ぐ一級河川であり、この台風による当河川流域での水害が特に甚大であったことから、気象庁により正式名称として「狩野川台風」と命名されるなど、伊豆半島全域で大きな被害をもたらした台風であった。伊豆半島東部海岸沿いに位置する伊東市も大きな被害を受けたが、浄の池での具体的な被害状況については明らかになっていない。
異魚がいなくなった他の理由として、温泉の湧出が止まったことにより、指定された南方系の魚類が生息不能になったことを挙げる資料もあるが、異魚が減少絶滅していった過程について詳細に記録した文献や資料は渉猟した範囲になく不明で、文化庁文化財保護部監修の編集により1971年（昭和46年）に初版が発刊された『天然記念物事典』の中で、近年は環境の変化等の影響で生息する魚の種類も変わり、昔ほどではなくなった。とあるだけである。
1982年（昭和57年）の指定解除後、浄の池は埋め立てられ一時期は駐車場になり、2020年現在は医療法人社団『望洋会横山医院』の建物が建てられており、かつての浄の池の面影はほとんど残されていない。かつてこの場所に天然記念物に指定されていた池が存在していた事を示すものは、横山医院入口の植え込みの中に立てられた小さな案内文と、「伊東市・松川周辺地区まちづくり推進協議会」によって愛称が名付けられた『浄ノ池通り』の道路名称プレートのみである。
2017年（平成29年）初頭、静岡県水産技術研究所・冨士養鱒場によって行われたニホンウナギの生態調査で、伊東市内北部の宇佐美地区を流れる烏川と宮川の2河川でユゴイの稚魚が捕獲された。両河川とも小規模ではあるが温泉の流入により、かつての唐人川や浄の池と似た水温や環境を保持しているものと考えられている。伊東の豊富な温泉を利用し南方系の魚類が集まるようなビオトープ風の池をつくり、伊豆半島ジオパーク構想と絡め、かつての浄の池を復元・整備できないかという声が、県水産技術研究所職員や伊東市民の一部から上がっている。